# Sonne
| Sonne | Sonne |
| --- | --- |
| Die Sonne am 7. Juni 1992 | |
| Beobachtungsdaten | |
| Mittlere Entfernung | 149,6 Mio. km = 1 AE |
| Kleinster Erdabstand Größter Erdabstand | 147,1 Mio. km 152,1 Mio. km |
| Scheinbarer Durchmesser | 31,5–32,5′ (Winkelminuten) |
| Scheinbare Helligkeit (V) | −26,74 mag |
| Physikalische Eigenschaften | |
| Äquatorradius | 696.342 km = 1 Sonnenradius (R☉) |
| Masse (M) | (1,988 4 · 1030 ± 2 · 1026) kg = 1 Sonnenmasse (M☉) |
| Solare Gravitationskonstante (G · M) | ca. 1,327 · 1020 m³/s² |
| Mittlere Dichte | 1,408 g/cm³ |
| Hauptbestandteile (Stoffmenge in der Photosphäre)                                                                                                 | - Wasserstoff: 92,0 % - Helium: 7,8 % - Sauerstoff: 540 ppm - Kohlenstoff: 330 ppm - Neon: 130 ppm - Stickstoff: 88 ppm - Silicium: 36 ppm - Magnesium: 33 ppm - Eisen: 29 ppm |
| Fallbeschleunigung | 274 m/s2 |
| Fluchtgeschwindigkeit | 617,6 km/s |
| Rotationsperiode (siderisch) | 25,38 Tage |
| Neigung der Rotationsachse | 7,25° |
| Leuchtkraft | 3,828 · 1026 W = 1 Sonnenleuchtkraft (L☉) |
| Absolute Helligkeit (V) | +4,83 mag |
| Effektive Oberflächentemperatur | 5772 K |
| Spektralklasse | G2 V |
| Alter | 4,57 Mrd. Jahre |
| Planeten | 8 |
| | |
| Fotomontage zum Größenvergleich zwischen Erde (links) und Sonne. Das Kerngebiet (Umbra) des großen Sonnenflecks hat etwa 5-fachen Erddurchmesser. | |

Die Sonne ist der Stern, welcher der Erde am nächsten ist und das Zentrum des Sonnensystems bildet. Sie liegt im äußeren Drittel der Milchstraße und ist in dieser Umgebung ein durchschnittlich großer Stern. Die Sonne ist ein Zwergstern (Gelber Zwerg), der sich im Entwicklungsstadium der Hauptreihe befindet. Sie enthält 99,86 % der Masse, jedoch nur ca. 0,5 % des Drehimpulses des Sonnensystems. Ihr Durchmesser ist mit 1,4 Millionen Kilometern etwa 110-mal so groß wie der der Erde und etwa viermal so groß wie der mittlere Abstand zwischen Erde und Mond. Die Oberfläche der Sonne zeigt eine wechselnde Zahl von Sonnenflecken, die in Zusammenhang mit starken Magnetfeldern stehen. Sie werden neben weiteren Phänomenen als Sonnenaktivität bezeichnet.
Die Sonnenstrahlung ist eine der Grundvoraussetzungen für die Entwicklung und den Erhalt des Lebens auf der Erde. Die durch die Sonnenstrahlung freigesetzte Energie beruht auf der Kernfusion von Wasserstoff zu Helium, das sogenannte Wasserstoffbrennen in der Proton-Proton-Reaktion. Die Erde erreichen pro Jahr etwa 1,5 · 1018 kWh an Sonnenenergie, 10.000-mal mehr, als die Menschen an Energie verbrauchen.
Der Himmelslauf der Sonne gliedert den Tag und das Jahr. Sie wurde in dieser Rolle schon in der Urzeit in Sonnenkulten verehrt. Das astronomische Symbol der Sonne ist ☉.

## Etymologie und Name
Dem gemeingermanischen weiblichen Substantiv „Sonne“ (mittelhochdeutsch sunne, althochdeutsch sunna) liegt die indogermanische Wurzel sā (aus seh2 „gleißen“), die mit einem Suffix u̯el / u̯en versehen ist, zugrunde (vgl. auch lateinisch sōl, litauisch sáulė und griechisch hḗlios aus grundsprachlich séh2-u̯ōl bzw. séh2-u̯el). Die reguläre „heteroklitische“ Variante sh2-un-´ ist im Germanischen, erweitert zu einem -n-Stamm sunn-ṓn, fortgesetzt.
Der Name des Sterns ist auch in der Astronomie, wie in der Umgangssprache, einfach „Sonne“, üblicherweise mit dem bestimmten Artikel (die Sonne), im Englischen Sun (korrekterweise mit großem Anfangsbuchstaben, da es sich um einen Eigennamen handelt). In Science-Fiction-Romanen und -Filmen – beispielsweise in Isaac Asimovs Foundation-Zyklus oder der Perry-Rhodan-Serie – wird gelegentlich die lateinische Übersetzung „Sol“ (ebenfalls mit großem Anfangsbuchstaben) verwendet, wenn namentlich von der Sonne als einem Stern von vielen die Rede ist; dies soll eine Parallele zu anderen Sternnamen, die oft aus dem Lateinischen stammen, bilden. In der modernen Astronomie wird diese Bezeichnung nicht verwendet.

## Quantitative Einordnung

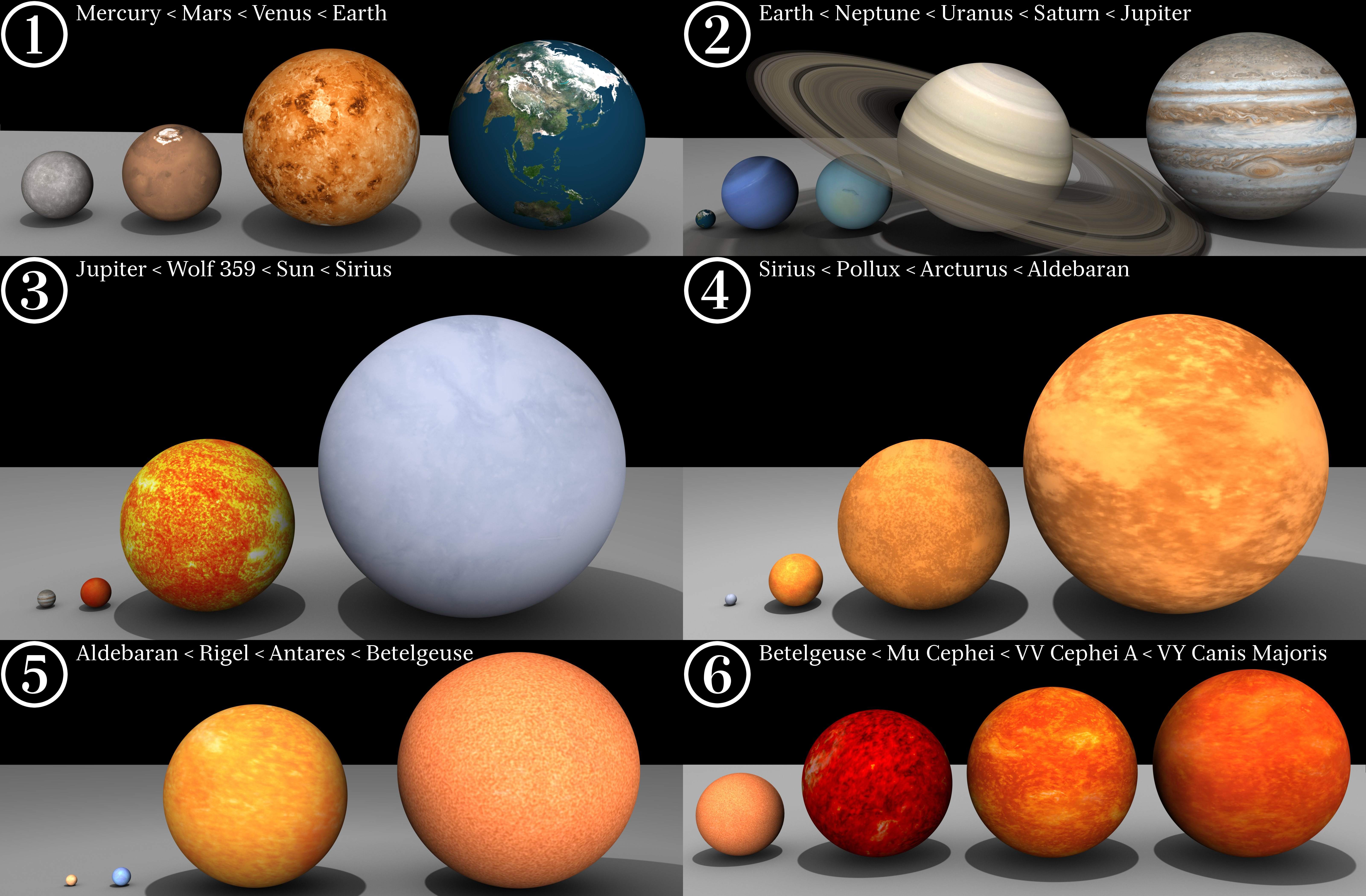
Die Sonne im Größenvergleich zu anderen Himmelskörpern (Bild 3, dritter von links, zwischen Wolf 359 und Sirius)

Die Sonne übertrifft 700-fach die Gesamtmasse aller acht Planeten des Sonnensystems und 330.000-fach jene der Erde, die im Durchmesser 109-mal hineinpasst, im Volumen rund 1,3 Millionen Mal. Mit einer Energieabstrahlung, die pro Sekunde das 20.000-Fache der Primärenergieumwandlung seit Beginn der Industrialisierung ausmacht, fällt sie in die Leuchtkraftklasse V. Ein Hauptreihenstern wie die Sonne setzt damit pro Sekunde mehr Energie frei als alle im Jahr 2011 vorhandenen Kernkraftwerke der Erde in 750.000 Jahren. Auf die Erde entfällt pro Quadratmeter im Jahresmittel, als extraterrestrische Strahlung, eine Leistung von 1,367 Kilowatt.
Die Sonne leuchtet mit einer Farbtemperatur von etwa 5800 Kelvin. Als Stern der Spektralklasse G2V liegt sie im Hertzsprung-Russell-Diagramm in der Mitte der sogenannten Hauptreihe, die alle Sterne im Strahlungsgleichgewicht repräsentiert. Mit 1,6 bis 1,7 % schweren Elementen in der Konvektionszone (Massenanteil, für die Stoffmengenanteile siehe die Infobox) gilt die Sonne als „metallreich“ und gehört damit der zahlenmäßig größten Population I an. Sie hat – wie das Sonnensystem insgesamt – ein Alter von etwa 4,57 Milliarden Jahren. In dieser Zeit hat sie in ihrem Kern rund 14.000 Erdmassen Wasserstoff durch Kernfusion in Helium verwandelt (Wasserstoffbrennen), wobei 90 Erdmassen an Energie frei wurden. Durch Ansammlung von Helium im nichtkonvektiven Kern – im Zentrum beträgt der Massenanteil mittlerweile 60 % – wird dieser immer kompakter und bezieht weiteres Material ein, wodurch Leuchtkraft und Durchmesser der Sonne langsam zunehmen. In etwa 7 Milliarden Jahren wird die Sonne relativ schnell zum Roten Riesen.

### Wahrgenommene Farbe

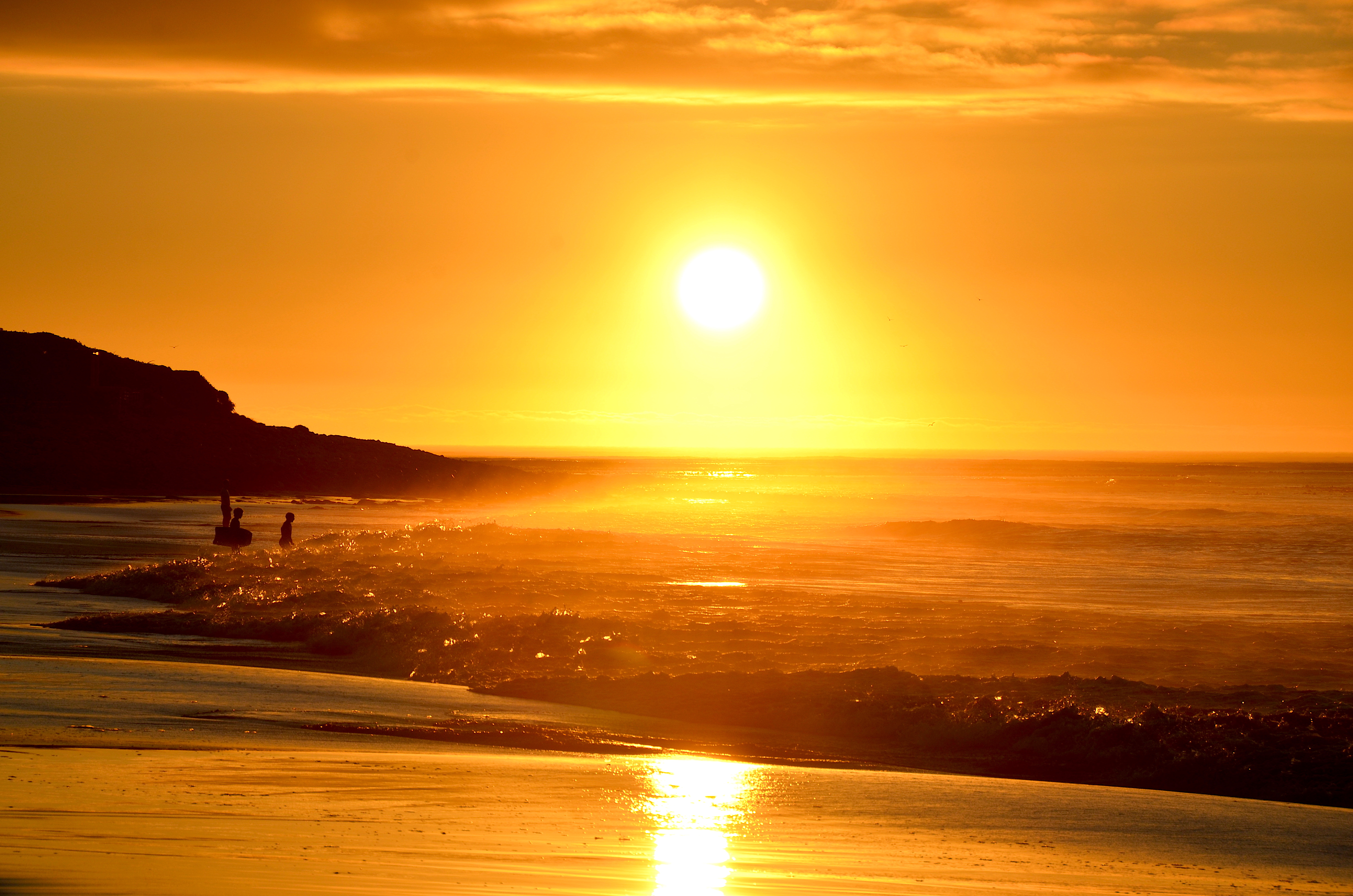
Die Sonnenscheibe, die das menschliche Auge als weißgelb wahrnimmt

Das Strahlungsmaximum der Sonne liegt im sichtbaren Licht (keineswegs im Infrarot), und die Strahlung wird vom menschlichen Auge in der Summe als reines Weiß wahrgenommen. Blickt man jedoch durch einen starken Neutralfilter auf die Sonnenscheibe, nimmt man sie in der Regel als weißgelb oder gelb wahr, bzw. bei horizontnaher Stellung als orange. Dies erklärt sich damit, dass durch Rayleigh-Streuung in der Erdatmosphäre überwiegend der kurzwellige (violette und blaue) Anteil der sichtbaren Sonnenstrahlung gestreut wird und das Auge diese Strahlung somit aus anderer Richtung als der der wahrgenommenen Sonnenscheibe erreicht (Himmelsblau).
Wenn die chromatische Adaption des Auges auf die insgesamt wahrgenommene Strahlung eingestellt ist (die dann, wenn sie – z. B. als diffuse Reflexion an Wolken oder Schnee – als Mischung wahrnehmbar ist, als weiß erscheint), wird die aus der Richtung der Sonne selbst noch wahrgenommene, ungestreute sichtbare Strahlung wegen des (je nach Entfernung vom Horizont weniger oder mehr) verringerten kurzwelligen Anteils als gelb bzw. orange wahrgenommen. Außerhalb der Erdatmosphäre, wenn alles Licht tatsächlich aus der Richtung der wahrgenommenen Sonnenscheibe kommt, erscheint diese dem menschlichen Auge aus diesem Grund und unabhängig von der tatsächlichen Zusammensetzung des Sonnenlichtes im reinen Weiß.

### Lord Kelvin und das Alter von Sonne und Erde
Dass sich das Alter der Sonne in Milliarden Jahren misst, ergibt sich übereinstimmend aus modernen Sternmodellen und radiometrischer Datierung von Gesteinen im Sonnensystem. Zu einem drängenden physikalischen Problem wurde die Beständigkeit der Sonnenstrahlung aber schon, als Charles Darwin für den Erosionsprozess der südenglischen Kreide eine Dauer von 300 Millionen Jahren grob abschätzte. Lord Kelvin bezweifelte Darwins Ergebnis, denn als dauerhafteste Energiequelle für die Sonnenstrahlung machte er 1862 die von Hermann von Helmholtz vorgeschlagene Freisetzung gravitativer Bindungsenergie aus und berechnete unter der Annahme, dass die Masse der Sonne stark zum Zentrum hin konzentriert ist, ein Sonnenalter von sehr wahrscheinlich unter 100 Millionen Jahren. Später engte er die Abkühlungsdauer des Erdmantels auf 20 bis 40 Mio. Jahre ein. Er erlebte noch, aber akzeptierte nicht öffentlich, dass Ernest Rutherford 1904 radioaktiven Zerfall als Quelle der Erdwärme vorschlug. Die Energieabgabe der Sonne über geologische Zeiträume hinweg konnte erst ab 1920 mit der Kernfusion erklärt werden.

## Physikalischer Aufbau

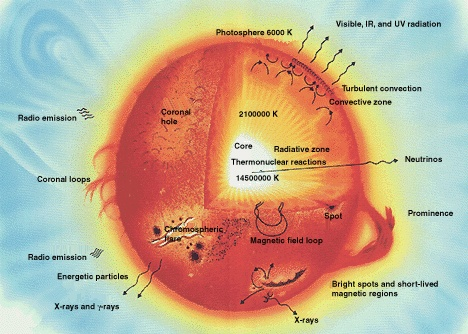
Aufbau der Sonne (NASA)

Die Sonne besteht aus schalenförmigen Zonen, die sich teilweise scharf abgrenzen lassen. Eine grobe Einteilung ist die Kernzone als Fusionsofen, die innere Atmosphäre bis zur sichtbaren Oberfläche und darüber die äußere Atmosphäre.

### Kern
Die Hälfte der Sonnenmasse konzentriert sich innerhalb von 25 % des Sonnenradius, d. h. auf ungefähr 1,5 % des Sonnenvolumens. Die Fallbeschleunigung am Rand dieser Kernzone ist 8-fach größer als an der Sonnenoberfläche und 220-fach größer als an der Erdoberfläche. Damit setzt sich das Material selbst unter Druck: Im Zentrum liegt er bei 200 Milliarden bar. Da die Temperatur dort mit 15,6 Mio. K vergleichsweise niedrig ist, kann das Plasma den für die Stabilität nötigen Gegendruck nur durch seine hohe Dichte aufbringen, im Zentrum 150 g/cm³, 13-mal die Dichte von Blei und 200-mal die mittlere Dichte der inneren Atmosphäre.
Es ist nicht direkt die Dichte, die den Gegendruck bewirkt, sondern die Teilchenkonzentration, im Zentrum fast 250.000 mol/ℓ. Gut die Hälfte davon sind Elektronen, die aber aufgrund der vorliegenden Dichte-Temperatur-Bedingungen gerade noch nicht entartet sind. Auch der Strahlungsdruck hat einen geringen Anteil – in der Sonne gilt daher das Gasgesetz.
Die Teilchendichte der Protonen ist im Zentrum etwa 1.000-mal größer als in Wasser. Da die Häufigkeit der Kernfusionsreaktionen quadratisch von der Teilchendichte und exponentiell von der Temperatur abhängt, werden 99 % der Fusionsleistung von 3,9 · 1026 W innerhalb der dichten, heißen Kernzone frei. Innerhalb eines engeren Radius ist die Leistungsdichte höher: In einem Tausendstel des Volumens der Sonne entsteht die Hälfte ihrer Leistung; das ist eine mittlere Leistungsdichte von knapp 140 Watt pro Kubikmeter, nicht mehr als in einem Komposthaufen. Die große Gesamtleistung der Sonne ist also eher die Folge des großen Volumens und die hohe Kerntemperatur eine Folge der dicken Isolierschicht.
Die Energiefreisetzung in der Sonne erfolgt größtenteils durch die Proton-Proton-Kette. Im ersten Schritt fusionieren dabei zwei Protonen zu einem Deuteriumkern. Diese Reaktion ist sehr unwahrscheinlich, im Mittel benötigt ein Proton 1010 Jahre, um mit einem anderen Proton zu reagieren. Dies erklärt auch die lange Lebensdauer der Sonne.
Dass die stark temperaturabhängige Fusionsreaktion nicht thermisch durchgeht und die Sonne explodiert (oder abschaltet), liegt daran, dass zusätzliche Wärmeleistung das Innere von Sternen nicht heißer macht, sondern kälter, denn die normale Wärmeausdehnung des Gases wird verstärkt, indem der gravitative Druck der angehobenen Schichten nachlässt. Diese negative Rückkopplung wirkt sehr schnell, denn Kompressionswellen durchlaufen die Sonne in deutlich unter einer Stunde, siehe Helioseismologie.

### Strahlungszone und Konvektionszone
Knapp 2 % der Fusionsleistung werden von den dabei entstehenden Neutrinos fortgetragen. Diese nur schwach wechselwirkenden Teilchen erreichen innerhalb weniger Sekunden die Sonnenoberfläche und nach gut acht Minuten die Erde. Die Energie der anderen Reaktionsprodukte thermalisiert am Ort der Entstehung. Die thermische Strahlung liegt im Bereich weicher Röntgenstrahlung und dominiert die Wärmeleitfähigkeit des Materials: Im Zentrum hat sie eine Intensität von rund 3 · 1021 W/m2. Die einzelnen Photonen legen aber bis zu ihrer Reabsorption jeweils nur kurze Wege zurück, nicht viel länger als einige Kernabstände. Die kurzen Wegstücke addieren sich kreuz und quer zu einer zufälligen Bewegung, die bis zur Oberfläche zwischen 10.000 und 170.000 Jahre dauert. Da zudem die Energie die weitaus größte Zeit in der thermischen Bewegung des Gases „parkt“, ist die Energieeinschlusszeit noch viel größer, etwa 17 Mio. Jahre.
Der Strahlungstransport ist effizient: Bei 25 % des Radius beträgt die Energiestromdichte 100 kW/cm2, der Temperaturgradient aber nur etwa 0,1 K/m. Dass dieser Gradient, zehnfach steiler als in der Erdatmosphäre, nicht ausreicht, Konvektion anzutreiben, liegt am noch steileren Druckgradienten – eine Folge der hohen Fallbeschleunigung, siehe adiabatischer Temperaturgradient.
Nach außen hin ändert sich an der Stabilität der Schichtung zunächst wenig, da sich die Einflussfaktoren teilweise kompensieren: Die thermische Strahlung wird mit der abnehmenden Temperatur schwächer (siehe Stefan-Boltzmann-Gesetz), das Material wird mit sinkender Dichte optisch durchlässiger, der Leistungsfluss verteilt sich auf eine größere Kugelschalenfläche und die Fallbeschleunigung nimmt ab.
Schließlich kommt aber ein Effekt hinzu: Die nicht mehr ganz so heißen Elektronen beginnen, die individuellen Kerne zu spüren, solche mit hoher Kernladung zuerst, rekombinieren sogar kurzzeitig. Das behindert die Ausbreitung der Strahlung (steigende Opazität), sodass der Temperaturgradient wieder steiler wird. Bei 71 % des Radius erreicht er den adiabatischen Wert, die Schichtung wird labil. Dies definiert die Grenze der sogenannten Strahlungszone. Oberhalb wird der Wärmestrom zunehmend konvektiv transportiert.
Der weitere Verlauf der Opazität beeinflusst nicht mehr die Verläufe von Temperatur und Druck, die durch Schwerefeld und Adiabate festgelegt sind, sondern die Intensität der Konvektion. In weiten Teilen der Konvektionszone ist die Strömungsgeschwindigkeit gering, wenige 10 m/s, und die Konvektionszellen sind groß und beständig (Monate bis Jahre) und dadurch sowohl von der Rotation der Sonne als auch ihrem inneren Magnetfeld beeinflusst, siehe unten.
Im Bereich 20.000 bis 1.000 km unter der sichtbaren Sonnenoberfläche tragen auch Frei-frei-Übergänge an He+ und H+ stark zur Opazität bei. Dadurch wird die Konvektion kleinräumiger und erreicht Geschwindigkeiten von über 1 km/s. Dies ist das Brodeln, das mit einem Teleskop als Granulation erkennbar ist. Der in diesem Bereich intensivere Impulstransport macht sich im radialen Verlauf der Rotationsrate bemerkbar.

### Sonnenoberfläche und Umgebung

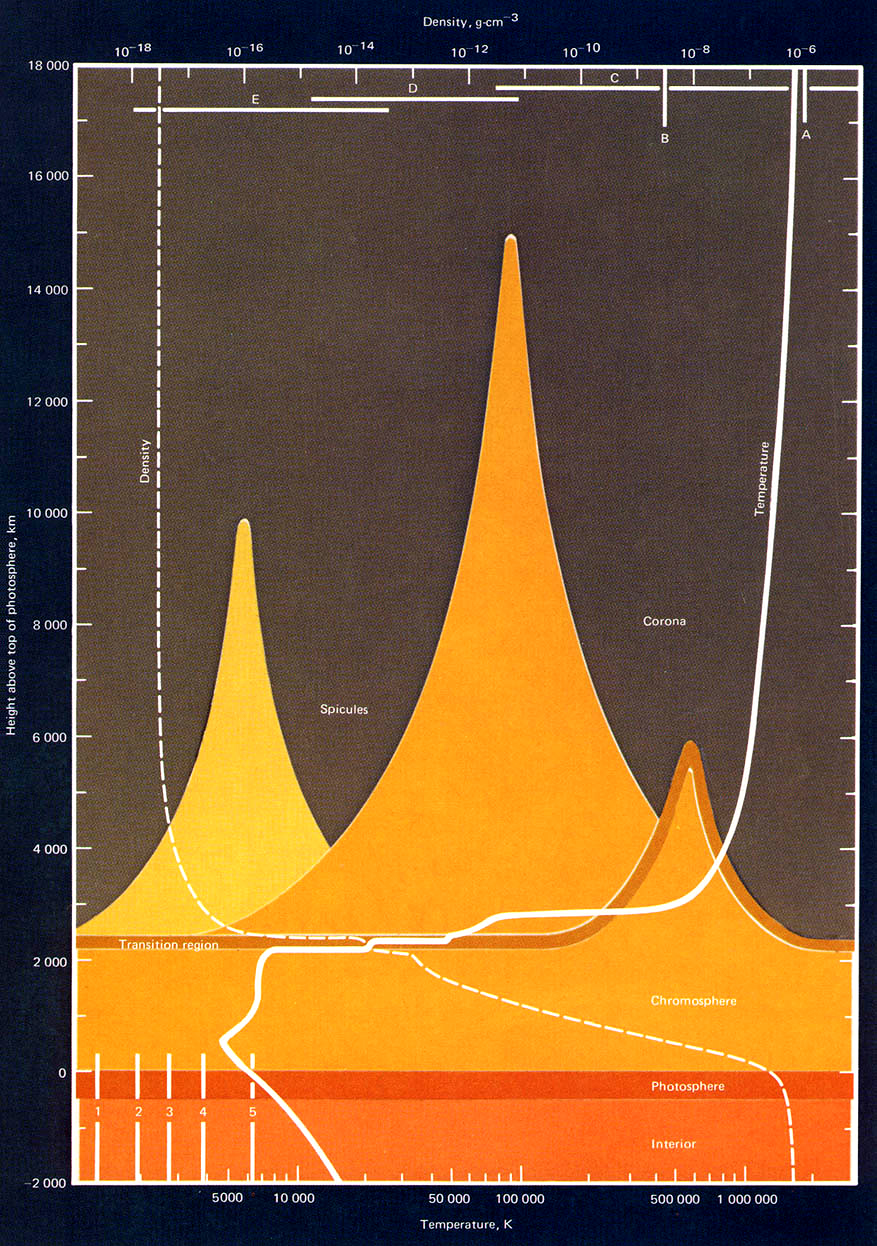
Temperatur- und Dichtemessungen von Skylab

#### Knapp unter der Oberfläche
An der oberen Grenze des oben genannten Bereichs fällt der Ionisationsgrad von Wasserstoff steil ab. Nach der Saha-Gleichung ist er hauptsächlich von der Temperatur abhängig. Er beträgt in etwa 1.000 km Tiefe, bei einer Temperatur von 10.000 K und einer Dichte von knapp 1 g/m3 noch fast 80 %, bei 6.000 K und etwas geringerer Dichte aber nur noch ein Hundertstel davon. Begegnungen von Elektronen mit Ionen werden dadurch um vier Größenordnungen seltener. Warum damit das Material nicht schon längst durchsichtig geworden ist (zur Ionisation von Wasserstoff reicht die Energie der Photonen nicht aus), fand Rupert Wildt im Jahre 1938 heraus: Das neutrale H-Atom kann mit einem Zwanzigstel der Bindungsenergie noch ein weiteres Elektron binden und das kommt auch bei noch geringerer Ionisationsrate des Wasserstoffs vor, da Elektronen aus der Ionisation von Metallen zur Verfügung stehen.

#### Photosphäre
Weil die Dichte immer schneller abnimmt – die Skalenhöhe sinkt mit der Temperatur –, wird das Material schließlich doch durchsichtig und die Photonen können nahezu ungehindert nach außen entweichen. Diese Zone heißt Photosphäre, griechisch für „Kugelschale des Lichts“. Die Tiefe, aus der die Sonnenstrahlung im Mittel entweicht, variiert je nach Wellenlänge und Austrittswinkel um wenige 100 km. Am Sonnenrand sieht man unter flacherem Winkel eine höhere, kältere Schicht, wodurch der Rand dunkler erscheint, siehe das Sonnenfoto am Anfang des Artikels. Eine eindeutige Definition des Sonnenradius ist daher problematisch, siehe Sternoberfläche. Per Übereinkunft wird als Sonnenradius jener angegeben, bei der die Gastemperatur zur Energiestromdichte (63,18 MW/m2) passt. Diese effektive Strahlungstemperatur beträgt 5778 Kelvin. Bedingt durch die stärker gerichtete Ausstrahlung bei kürzeren Wellenlängen liegt die Farbtemperatur der Sonnenstrahlung etwas höher, bei etwa 6.000 Kelvin.

#### Chromosphäre

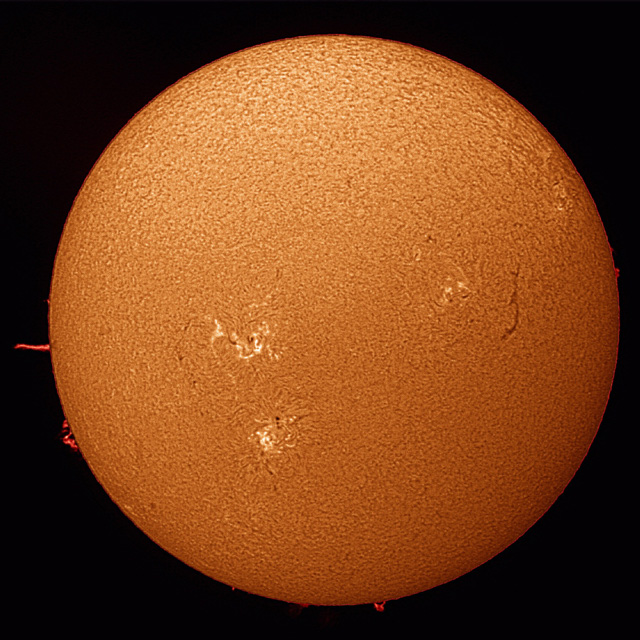
Die Sonne im roten Licht der H-alpha-Spektrallinie

Oberhalb der Photosphäre liegt die Chromosphäre. Die Konvektionszone mit ihrem negativen Temperaturgradienten durch Expansion des Gases (von knapp 1 auf 0,003 g/m3) reicht etwa 500 km in die Chromosphäre hinein. Oberhalb eines scharfen Minimums von 4100 K stellt sich durch Strahlungsgleichgewicht eine Temperatur von etwa 7.000 K ein, während die Dichte auf 10−7 g/m3 abnimmt.
Strahlung aus der Photosphäre wird in der Chromosphäre zu einem kleinen Teil absorbiert und wieder abgestrahlt. Vor dem Hintergrund der Photosphäre entstehen dadurch die Fraunhofer’schen Absorptionslinien im Sonnenspektrum, während bei totalen Sonnenfinsternissen die meist knapp 2.000 km dicke Chromosphäre für wenige Sekunden als rötlich leuchtende Linie zu sehen ist, ihr griechischer Name bedeutet „Farbschicht“. Masseauswürfe von chromosphärischer Dichte, zahlreiche kleine Spikulen und weniger häufige Protuberanzen (siehe unten) leuchten in gleicher Farbe.

### Äußere Atmosphäre

#### Korona

Die Korona der Sonne während der Sonnenfinsternis im Jahr 1999, kurz vor dem Sonnenfleckenmaximum. Die Strahlen verlaufen nach allen Seiten.

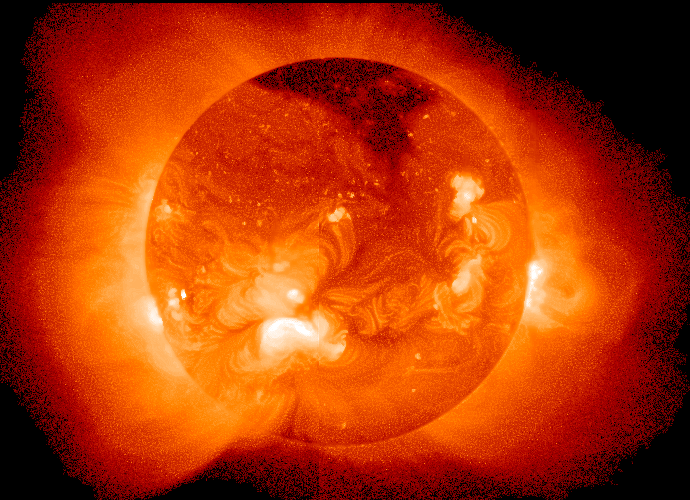
In hartem Röntgenlicht ist die Korona auch vor der Sonnenscheibe zu beobachten, hier durch Yohkoh.

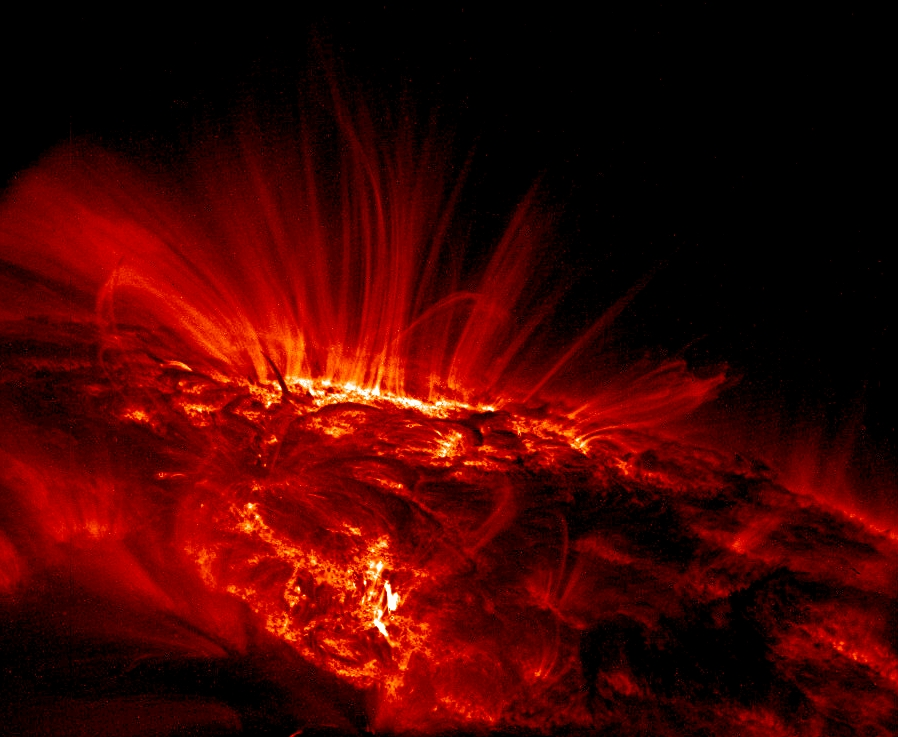
Die untere Korona, gesehen von TRACE bei 17,1 nm Wellenlänge.

Oberhalb der Chromosphäre befindet sich die Korona. Sie geht ohne scharfe Grenze in den interplanetaren Raum über. Ihr bei jeder totalen Sonnenfinsternis sichtbarer „Strahlenkranz“ (lat. corona ‚Krone‘, siehe Bild links) hat schon vor Jahrtausenden die Menschen erstaunt. Er erstreckt sich – abhängig von der Sonnenaktivität und der Belichtungszeit – über ein bis zwei Sonnenradien. In der Korona ist der Einfluss des Gasdrucks auf die Bewegung der Materie vernachlässigbar, es regieren Magnetfelder und die Gravitation.
Die Spektrallinien der Korona konnten anfangs nicht identifiziert werden, da sie bei irdischen Bedingungen nicht auftreten. Seit erkannt wurde, dass sie von hochionisiertem Eisen mit nur noch ganz wenigen Elektronen stammen, entsprechend Temperaturen von über 106 K, das Zweihundert- bis Fünfhundertfache der Photosphärentemperatur, wird über den Heizmechanismus der Korona spekuliert. Sie kann überhaupt nur so heiß werden, weil sie in weiten Bereichen des elektromagnetischen Spektrums nahezu durchsichtig ist und nur schwach emittiert; eine Folge nicht nur der geringen Dichte, sondern auch der hohen Temperatur: Die freien Elektronen sind so schnell, dass sie die häufigeren, leichten Elemente, hauptsächlich Wasserstoff und Helium, obwohl vollständig ionisiert, kaum wahrnehmen. Weitere Verlustmechanismen (siehe unten) sind die Wärmeabgabe an die vergleichsweise kalte Chromosphäre und, insbesondere im Bereich koronaler Löcher, die Bildung von Sonnenwind.
An den seltenen, aber vielfach geladenen schwereren Ionen entsteht ein schwaches Röntgen-Kontinuum, das die Beobachtung der Korona vor der im harten Röntgenlicht dunklen Photosphäre erlaubt, siehe Bild rechts oben. Eingegrenzt auf schmale Emissionslinien ist das auch mit weniger harter Strahlung möglich, siehe Bild rechts. Es stammt vom Satelliten TRACE, der auf die Beobachtung der Sonne im extremen UV-Bereich spezialisiert ist, mit hoher spektraler und räumlicher Auflösung.

#### Übergangsregion
XUV-Emissionslinien von weniger hoch ionisierten Spezies, wie C IV, O IV, O VI, S VI, stammen aus einer schmalen Übergangsregion, der Grenze der Korona zur Chromosphäre, mit Temperaturen zwischen 10.000 und 700.000 K. Darin befinden sich zwei scharfe Temperatursprünge (entsprechend der Ionisation von Wasserstoff und Helium), die auf absehbare Zeit nicht räumlich aufgelöst werden können. Womöglich ist dort auch die lokale Geschwindigkeitsverteilung der Elektronen nichtthermisch. Über die wenige 100 km dicke Übergangsregion ändert sich auch die Dichte um drei Größenordnungen, von 10−7 auf 10−10 g/m3. Die heiße Korona brennt sich gleichsam in die Chromosphäre und scheitert schließlich an den quadratisch mit der Dichte zunehmenden Strahlungsverlusten. Dabei passt sich die Übergangsregion in ihrer Form den dynamischen Vorgängen an der Sonnenoberfläche an – die wesentlichen Einflussgrößen sind die Dichte der Strukturen und die Heizleistung in der Korona.
Beobachtungen mit TRACE lassen vermuten, dass der Heizmechanismus der Korona in ihrem unteren Bereich, nahe der Übergangsregion liegen muss, denn die Plasmabögen, deren Dichte nahe ihren Fußpunkten viel größer ist als im Scheitel, sind bis zu den Fußpunkten heiß und dort hell strahlend.

#### Sonnenwind

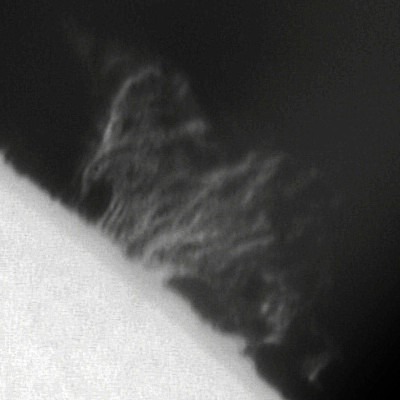
Eruptive Protuberanz im H-alpha-Licht. Außerhalb des Sonnenrandes ist die Chromosphäre zu sehen; ihr scharfer Rand entsteht durch die völlige Ionisation des bildgebenden Wasserstoffs in der Übergangsregion.

In der Korona, wahrscheinlich in Verbindung mit dem Heizmechanismus in der unteren Korona, entsteht der Sonnenwind, ein überschallschneller Strom hauptsächlich aus Protonen und Elektronen. In koronalen Löchern, also insbesondere in den Polregionen, bei hoher Sonnenaktivität aber auch zahlreich in Äquatornähe, entsteht kaum weniger Sonnenwind als in den dichteren Bereichen der Korona, insbesondere Streamern, aber er strömt schneller, mit 800 km/s statt 300 km/s. Eruptive Protuberanzen produzieren große Mengen und hohe Geschwindigkeiten und verursachen, falls sie die Erde treffen, geomagnetische Stürme.

## Dynamische Eigenschaften

### Rotation, Magnetfeld und Sonnenflecken

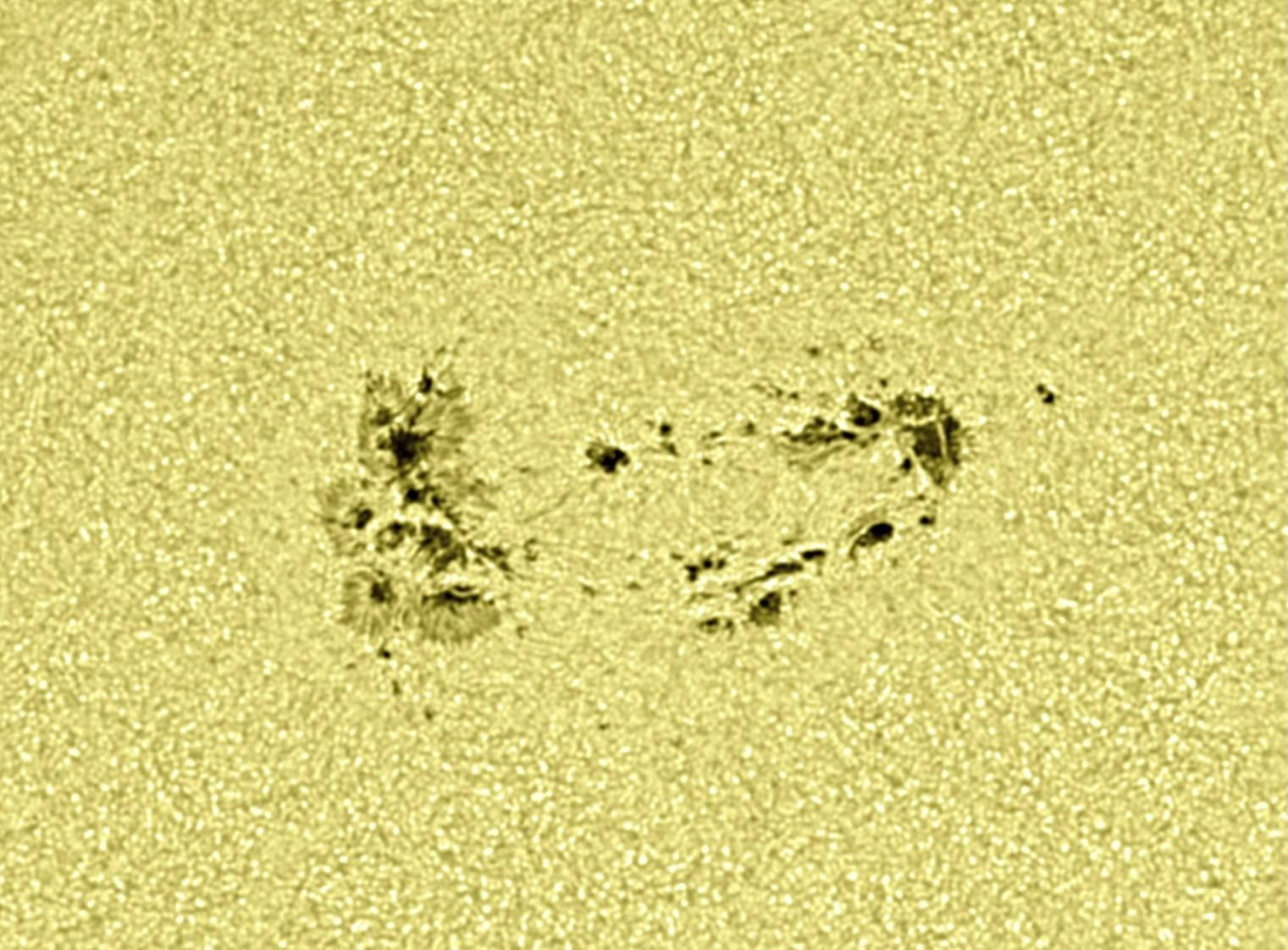
Sonnenflecken Aufgenommen mit einem Reflektorteleskop mit 127 mm Öffnung

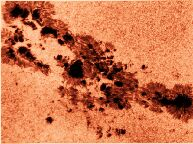
Eine Gruppe von Sonnenflecken

Die Bewegung der schon im Altertum bekannten Sonnenflecken zeigt, dass die Sonne keine Scheibe ist, sondern eine rotierende Kugel: Sie wandern von Tag zu Tag, randnah scheinbar langsamer und mit perspektivisch verkürzter Form, und langlebige Flecken tauchen sogar nach zwei Wochen am Ostrand wieder auf. Die Sonne folgt der Hauptrotationsrichtung im Sonnensystem (rechtläufig). Um 1860 entdeckte Richard Christopher Carrington, dass äquatornahe Flecken sich schneller bewegen als solche in höheren Breiten (differenzielle Rotation). Für die Angabe von Längengraden auf der Sonne führte er ein Bezugssystem ein, das in 25,38 Tagen um 360° rotiert (siderisch, synodisch im Mittel etwa 27,2753 Tage). Dies entspricht der Bewegung der Flecken in etwa 26° Breite.
Heute wird die Rotation der Sonnenoberfläche viel genauer und auch in Breiten, in denen Flecken selten sind, über die Verschiebung von Spektrallinien durch den Doppler-Effekt bestimmt. Der Vergleich mit der Bewegung der Sonnenflecken zeigt, dass diese sich schneller als die Oberfläche nach Westen bewegen. Das passt zu der Vorstellung, dass die Magnetfelder, welche die Flecken hervorrufen, unterhalb der Oberfläche „verankert“ sind und tiefere Schichten aufgrund der Drehimpulserhaltung schneller rotieren. Der dazu nötige radiale Impulstransport ist durch die heftige, isotrope Konvektion im oberen Teil der Konvektionszone gegeben (bis zu einer Tiefe von etwa 4 % des Sonnenradius). Für die polwärts langsamere Rotation ist die komplexere Konvektion in größerer Tiefe verantwortlich.

Radialer Verlauf der Sonnenrotation für verschiedene heliographische Breiten. Ausgehend von der differentiell rotierenden Oberfläche steigt in den oberen 4 % die Winkelgeschwindigkeit steil an, um dann bis zur tachoklinen Region leicht abzufallen. Dort gleicht sie sich an die der nahezu starr rotierenden Strahlungszone an.

Anfang der 1990er Jahre ergaben helioseismische Messungen, dass die Strahlungszone gleichförmig mit einer Periode von knapp 27 Tagen rotiert. Der Tachocline genannte Übergangsbereich zur differenziell rotierenden Konvektionszone ist mit wenigen Prozent des Sonnenradius sehr flach. Entsprechend steil sind dort die Gradienten der Winkelgeschwindigkeit. Die Lage und Dicke der Tachocline, die dortige Entstehung des Magnetfelds der Sonne und der Verlauf der differenziellen Rotation innerhalb der Konvektionszone sind theoretisch noch nicht verstanden.
Die hohe elektrische Leitfähigkeit des Plasmas im Sonneninnern – sie entspricht der von Kupfer bei Zimmertemperatur – bedingt eine starke Kopplung von Magnetfeld und Materie, siehe Magnetohydrodynamik. Bei hoher Dichte führt das Material das Magnetfeld, bei geringer Dichte ist es umgekehrt. In der Konvektionszone führt die differentielle Rotation dazu, dass die Feldlinien dort nicht mehr in N-S-Richtung, sondern gleichsam aufgewickelt in O-W-Richtung verlaufen, was die magnetische Spannung stark erhöht. Sie wird abgebaut, indem alle 11 Jahre eine Umpolung stattfindet. In diesem Rhythmus schwankt auch die sogenannte Aktivität der Sonne. Bei hoher magnetischer Spannung bricht das Magnetfeld aus der Sonne aus und bildet Bögen in der Korona. Mitgerissenes Material ist in Emission als Protuberanz sichtbar, vor der hellen Scheibe erscheinen diese Bögen im sichtbaren Licht als dunkle Filamente.
An der Sonnenoberfläche lässt sich das Magnetfeld spektroskopisch beobachten: Spektrallinien von Elementen, die normalerweise bei einer einheitlichen Wellenlänge beobachtet werden, erscheinen bei Anwesenheit eines Magnetfeldes dreigeteilt (normaler Zeeman-Effekt), wobei der Abstand dieser Linien zueinander proportional zur Stärke des Feldes ist. Dort, wo in der Photosphäre die magnetische Feldstärke besonders hoch ist, behindert das Feld die Konvektion, die Oberfläche kühlt auf 3700 bis 4500 K ab und strahlt weniger hell, was als Sonnenflecken wahrgenommen wird. Die Feldstärke im Umfeld der Sonnenflecken kann bis zu 0,4 Tesla (4.000 Gauß) betragen und ist somit bis zu zehntausendmal stärker als das irdische Magnetfeld an der Erdoberfläche. Diese lokalen Magnetfelder sind auch für die von Sonnenflecken ausgehenden koronalen Masseauswürfe verantwortlich.
In diesen Protuberanzen ist die Feldstärke aufgrund der geringen Dichte nur selten messbar und hat sich zuletzt als größer als gedacht erwiesen.
Das großräumige Magnetfeld der ruhigen Sonne lässt sich nur grob durch ein Dipolfeld beschreiben und ist wesentlich schwächer als im Bereich von Sonnenflecken. Es ist mit einem in der Sonne zirkulierenden elektrischen Strom in der Größenordnung von 1012 Ampere verbunden. Auf der Sonnenoberfläche ist die Feldstärke dieses Dipolfeldes mit rund 100 µT (1 Gauß) nur etwa doppelt so stark wie das Magnetfeld der Erde auf der Erdoberfläche.

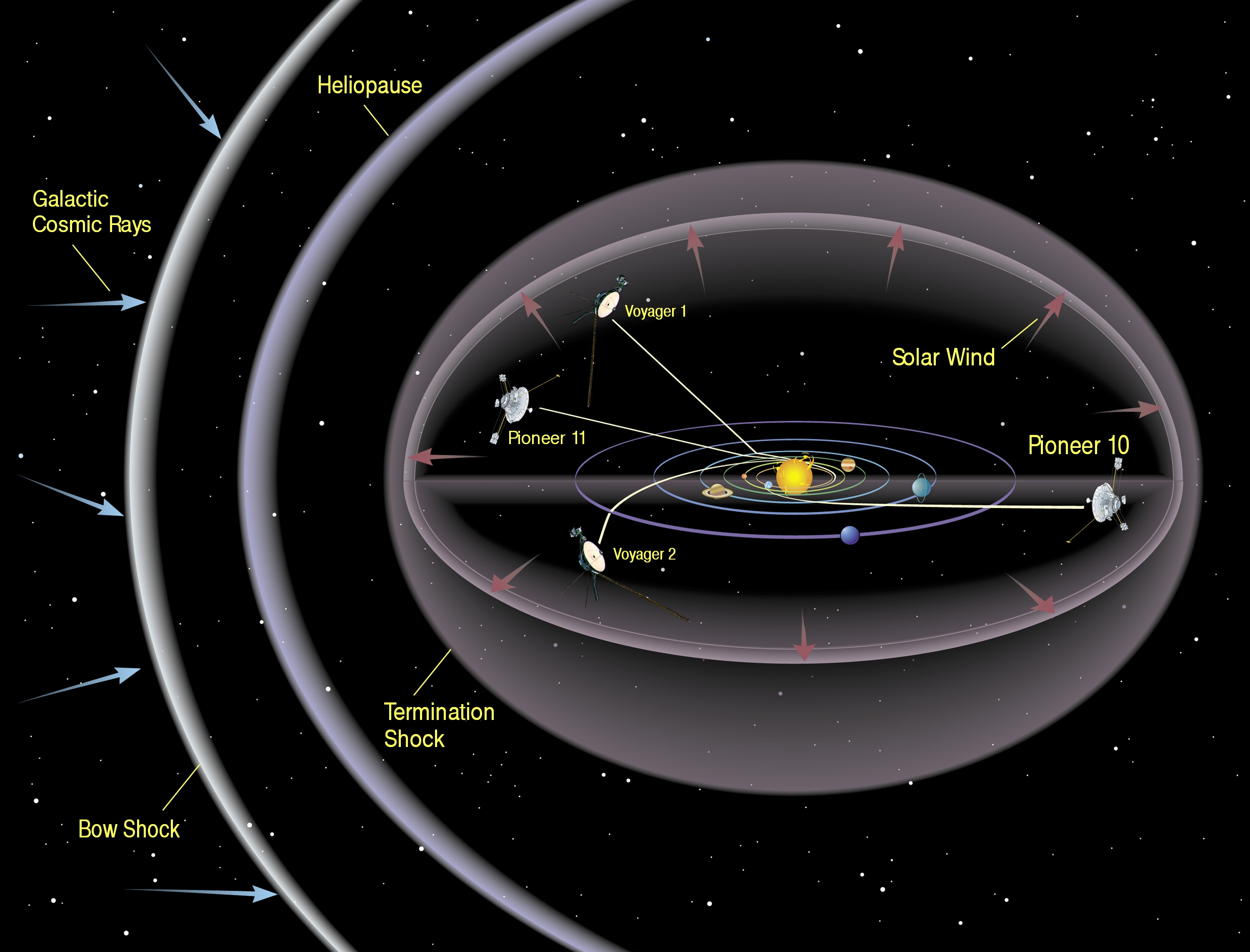
Diagramm der Heliosphäre

Ein ähnliches Aufwickeln mit Feldverstärkung geschieht mit dem vom Sonnenwind mitgenommenen Magnetfeld im interplanetaren Raum. Dadurch trägt einerseits der Sonnenwind viel mehr Drehimpuls mit sich fort, als bei freier, radialer Bewegung. Dies erklärt, wie die Sonne seit ihrer Entstehung einen großen Teil ihres Drehimpulses abgeben konnte, ohne dass viel Masse abgegeben wurde – aktuell nur etwa 109 kg/s. Andererseits entsteht dabei die heliosphärische Stromschicht in Form der „Parker-Spirale“, wodurch die magnetische Feldstärke langsamer abnimmt, als bei einem Dipolfeld zu erwarten wäre (in Erdentfernung liegt die Feldstärke bei einigen nT). Schließlich unterschreitet die Ausbreitungsgeschwindigkeit der Scherungs-Alfvén-Wellen die des Sonnenwindes, sodass der Sonnenwind sich fortan radial ausbreitet und dabei das Magnetfeld mit sich führt. Diese Grenze bei etwa zwanzig Sonnenradien gilt als der Beginn der Heliosphäre, die sich bis zur Heliopause erstreckt, wo der Sonnenwind auf interstellare Materie trifft.

### Schwingungen

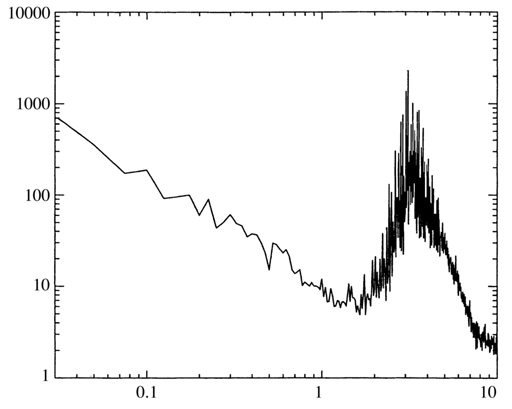
Schwingungsspektrum der Sonne. Die horizontale Achse ist in mHz.

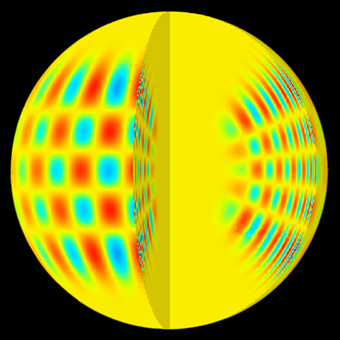
Eine von zahlreichen akustischen Schwingungsmoden der Sonne

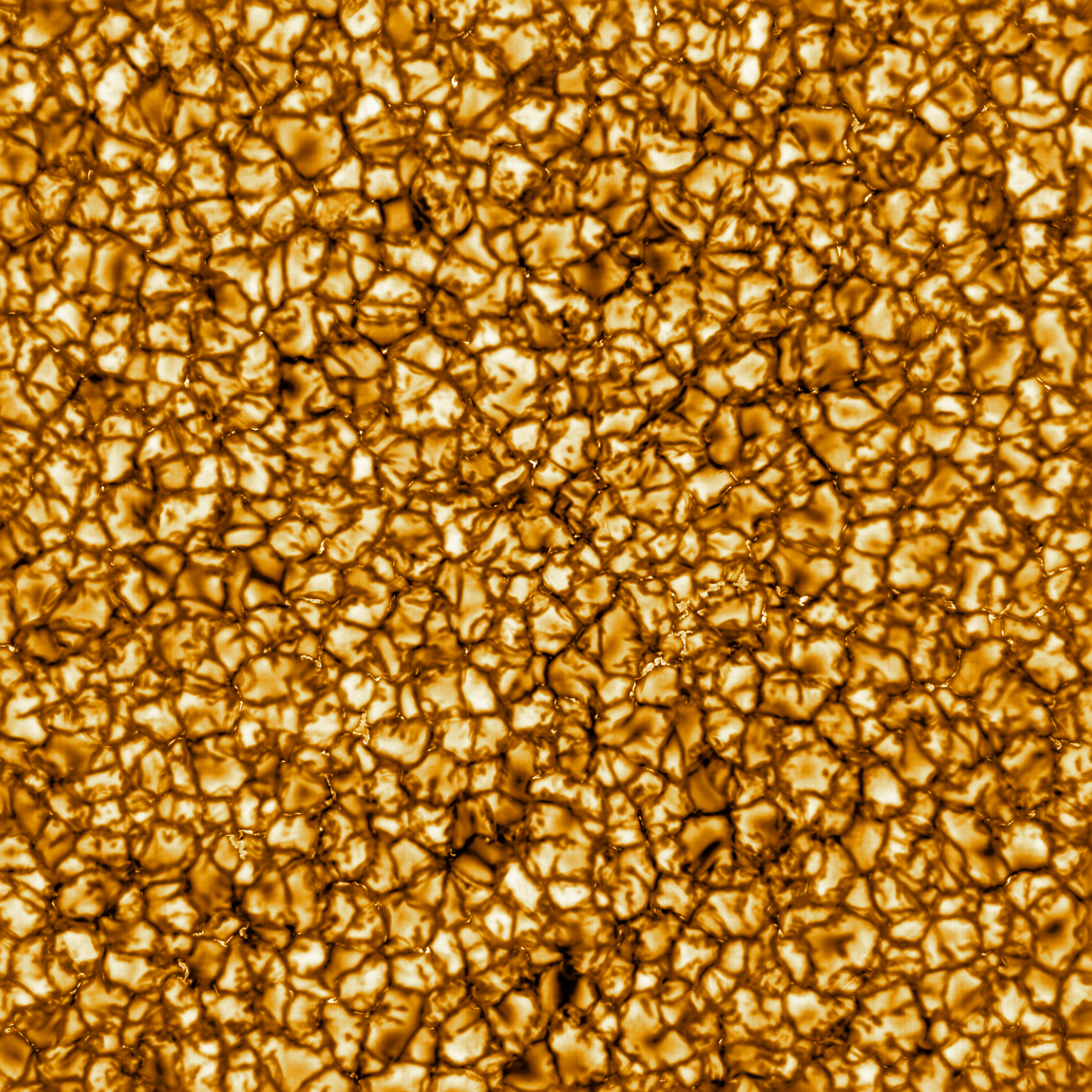
Granulation der Sonne. Das Bild zeigt einen Ausschnitt mit etwa 38.000 km Kantenlänge

Die starke Konvektion nahe der Sonnenoberfläche verursacht Druckschwankungen. Wären die Frequenzen nicht so niedrig – 2 bis 7 mHz, entsprechend der typischen Lebensdauer der Granulation von fünf Minuten – so würde es sich wie das Rauschen des Waldes im Wind anhören. Die Druckschwankungen laufen als Schallwellen in die Sonne hinein, und weil dort mit der Temperatur auch die Schallgeschwindigkeit zunimmt, kehren sie im Bogen wieder zurück an die Oberfläche, wo der Dichtesprung sie wieder reflektiert. Die Wellen laufen auf diese Weise mehrfach um die Sonne herum und überlagern sich zu stehenden Wellen mit je nach Schwingungsmuster charakteristischer Frequenz.
Mit spektroskopischen Methoden kann man diese Schwingungen sichtbar machen: Sie bewegen die Photosphäre langsam auf und ab und die in Beobachtungsrichtung liegende Komponente der Geschwindigkeit verschiebt aufgrund des Doppler-Effekts die Absorptionslinien des Sonnenspektrums. Die Geschwindigkeitsamplituden der Schwingungen liegen allerdings bei maximal einigen Metern pro Sekunde, was aufgrund der starken Dopplerverbreiterung der Spektrallinien nicht leicht nachzuweisen ist. Durch Mittelung der Messergebnisse über viele Monate gelang es aber, zahlreiche Schwingungsmoden zu identifizieren und ihre Frequenzen bis auf μHz-Bruchteile zu bestimmen. Die verschiedenen Moden sind unterschiedlich stark abhängig von der Schallgeschwindigkeit in verschiedenen Tiefen, sodass eine gemeinsame Auswertung aller Moden die Bestimmung der Tiefenabhängigkeit der Schallgeschwindigkeit erlaubt.
Beobachtet und analysiert werden die Eigenschwingungen der Sonne von der Helioseismologie. Wichtige Ergebnissen betreffen
- die Bestätigung des Sonnenmodells zu der Zeit des solaren Neutrinoproblems,
- die Vermessung der differentiellen Rotation in der Konvektionszone,
- die Entdeckung der nahezu starren Rotation der Strahlungszone und
- die Beobachtung von aktiven Regionen auf der erdabgewandten Seite der Sonne.

## Optische Erscheinungen und Beobachtung

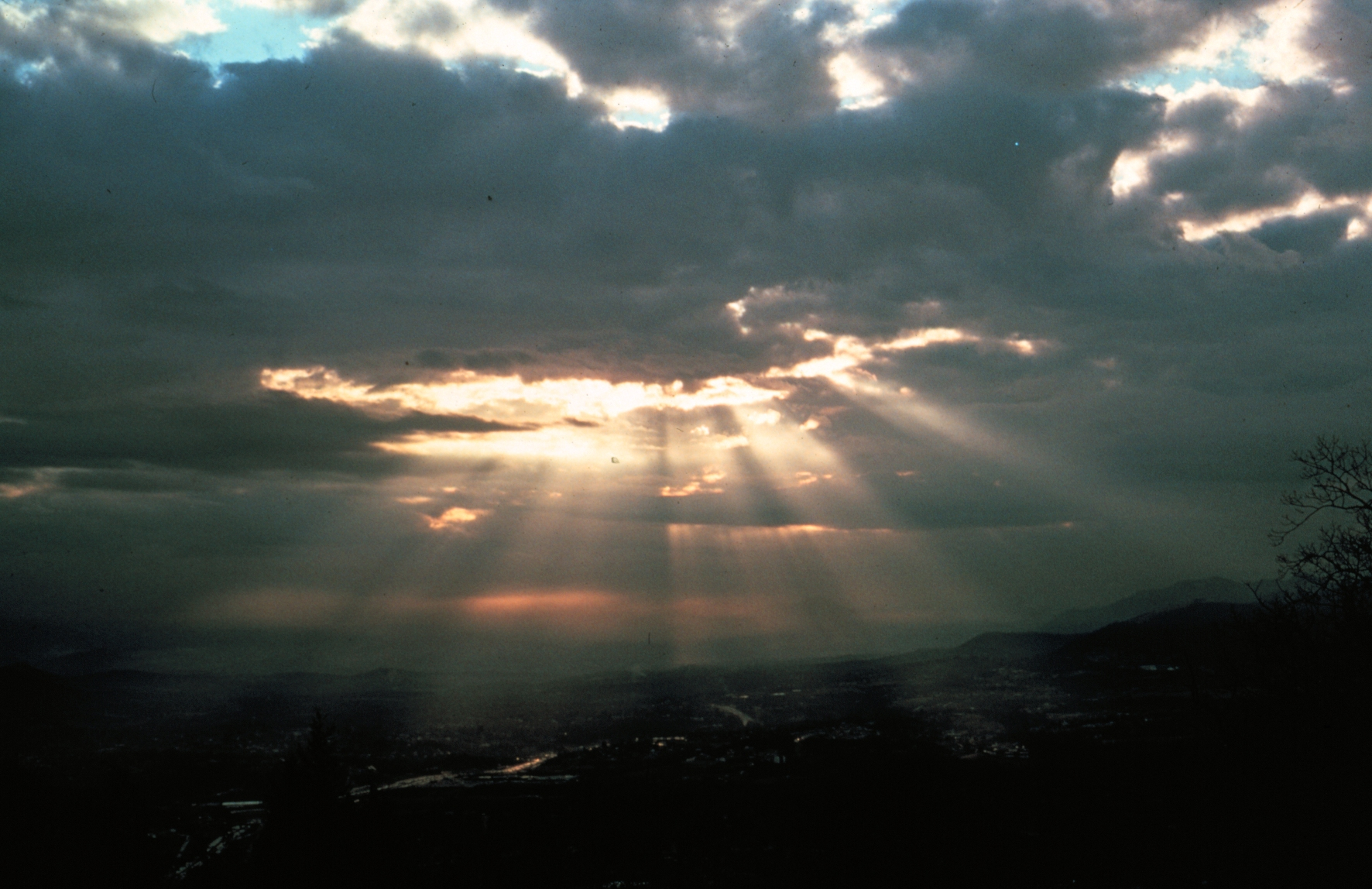
Wolkenstrahlen

### Optische Erscheinungen

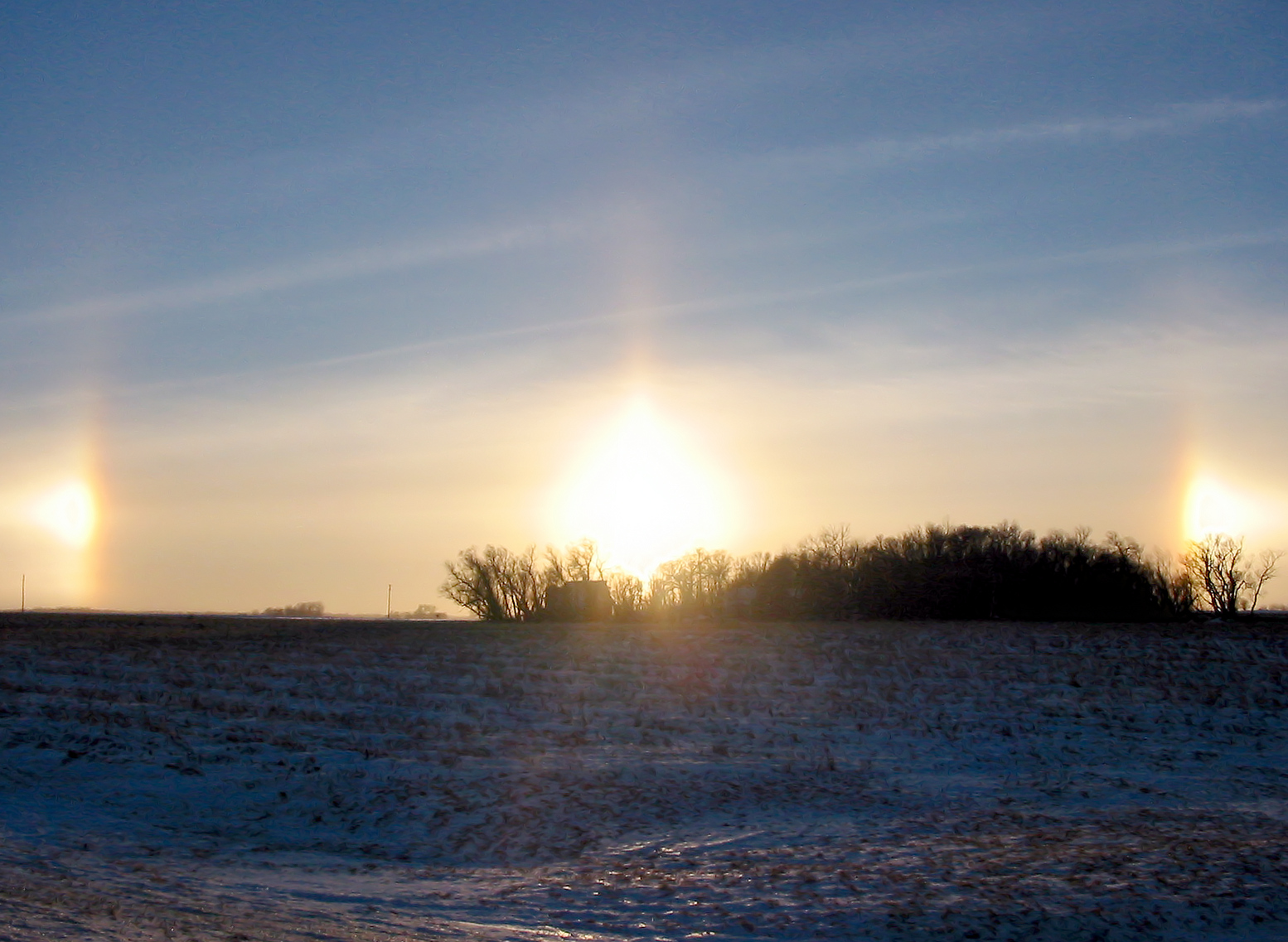
Beidseitige Nebensonnen

Betrachtet man die Sonne aus dem Weltraum, erscheint sie weiß. Ihre gewohnte gelbe Farbe erklärt sich durch den Einfluss der Erdatmosphäre. Kurzwelligeres (blaues) Licht wird an den Luftmolekülen (Stickstoff, Sauerstoff, Edelgase und Kohlenstoffdioxid) wesentlich stärker gestreut als langwelligeres (rotes) Licht. Somit strahlt der Himmel diffus blau, Sonnenstrahlen, die direkt auf die Erdoberfläche auftreffen, erscheinen jedoch gelb. Je länger der Weg ist, den die Sonnenstrahlen auf ihrem Weg durch die Atmosphäre zurücklegen, desto mehr blaues Licht wird herausgestreut. Die tiefstehende Sonne erscheint deswegen stark rötlich.
Mit freiem Auge kann die Sonne lediglich bei dunstigem Himmel, kurz nach Sonnenaufgang oder kurz vor Sonnenuntergang betrachtet werden. Die Erdatmosphäre schluckt den größten Teil des Lichts, insbesondere auch der UV-Strahlung. Allerdings verringert die Atmosphäre in Horizontnähe auch stark die Abbildungsqualität und bewirkt eine vertikale Stauchung des Sonnenbildes als Folge der Lichtbrechung. Dass die untergehende Sonne in Horizontnähe größer aussieht, ist hingegen nicht, wie oft vermutet, eine Folge der Refraktion an den Luftschichten, sondern eine optische Täuschung, die von der Wahrnehmungspsychologie unter dem Begriff Mondtäuschung untersucht und erklärt wird.
Zwar sind alle Phänomene der atmosphärischen Optik direkt oder indirekt an das Sonnenlicht geknüpft, viele von ihnen zeigen sich jedoch direkt neben oder mit der Sonne. Dies gilt in erster Linie für Sonnenauf- und Sonnenuntergang, doch auch nahezu für alle Halophänomene, wie die 22°-Halo, die Nebensonnen oder Lichtsäulen. Ein besonderes Phänomen, das den Begriff der Sonnenstrahlen geprägt hat, sind die Strahlenbüschel. Sehr selten sind Grüne Blitze.

### Beobachtung der Sonne
Mit Teleskopen kann man Aktivitäten der Sonne in Form von Protuberanzen und Sonnenflecken sichtbar machen. Ebenfalls zu beobachten sind dort heftige Ausbrüche, sogenannte Flares, die bereits mit kleinen Instrumenten als hellere und damit heißere Gebiete erkennbar sind. Die Sonnenscheibe hat von der Erde aus betrachtet einen Durchmesser von etwa 32 Bogenminuten, wobei die exakte Größe von der momentanen Entfernung der Erde von der Sonne abhängt. Im Perihel erscheint die Sonnenscheibe am größten, im Aphel am kleinsten. Der scheinbare Größenunterschied ihres Durchmessers zwischen Aphel und Perihel beträgt etwas mehr als drei Prozent. Die Sonnenbeobachtung geschieht am einfachsten, indem das Okularbild eines Teleskops oder Fernglases auf eine weiße Fläche (zum Beispiel eine Leinwand oder ein Stück Pappe) projiziert wird. Diese Abbildung der Sonne kann gefahrlos betrachtet werden. Dieses Verfahren nennt man Okularprojektion. Eine direkte Beobachtung mit oder ohne Fernrohr kann aufgrund der hellen Sonnenstrahlung zu irreversibler Erblindung führen.
Ebenfalls möglich ist eine Beobachtung mit Hilfe von speziellen Sonnenfiltern, dies sind Folien oder beschichtete Gläser, die vor das Auge gehalten oder vor dem Objektiv angebracht werden. Eine detaillierte Beobachtung ist außerdem mit einem Herschelprisma möglich. Dieses funktioniert aber nur an einem Refraktor.
Bei allen beschriebenen Beobachtungsverfahren wird das gesamte Spektrum des Sonnenlichts gedämpft, die Sonne wird im „Weißlicht“ beobachtet. Dabei werden Sonnenflecken, Flares und die Granulation sichtbar.
Um Protuberanzen zu beobachten, bedarf es besonderer Bauteile oder Teleskope. Bei einem Protuberanzenansatz wird die Sonne mittels eines Scheibchens abgedeckt – es wird sozusagen eine künstliche totale Sonnenfinsternis erzeugt. Die am Sonnenrand aufsteigenden Protuberanzen werden durch einen sogenannten H-alpha-Filter beobachtet. Dies ist ein besonders schmalbandiger Interferenzfilter, der nur das tiefrote Licht des angeregten Wasserstoffes durchlässt.
Eine Beobachtung der gesamten Sonnenoberfläche in diesem Spektralbereich ermöglichen sogenannte H-alpha-Teleskope. Damit können Protuberanzen, Filamente, Flecken und Flares beobachtet werden. Diese Teleskope sind in den letzten Jahren sehr preisgünstig geworden und werden zunehmend auch von Amateurastronomen eingesetzt.
Die Korona kann nur bei einer totalen Sonnenfinsternis oder mittels eines speziellen Gerätes, dem Koronografen, beobachtet werden.

## Entwicklung der Sonne
| Phase                                             | Dauer in Millionen Jahren | Leuchtkraft (in L☉) | Radius (in R☉) |
| ------------------------------------------------- | ------------------------- | ------------------- | -------------- |
| Hauptreihenstern                                  | 11.000                    | 0,7 … 2,2           | 0,9 … 1,6      |
| Übergangsphase                                    | 700                       | 2,3                 | 1,6 … 2,3      |
| Roter Riese                                       | 600                       | 2,3 … 2300          | 2,3 … 166      |
| Beginn des He-Brennens                            | 110                       | 44                  | etwa 10        |
| He-Schalenbrennen                                 | 20                        | 44 … 2000           | 10 … 130       |
| Instabile Phase                                   | 0,4                       | 500 … 5000          | 50 … 200       |
| Übergang zu Weißem Zwerg mit planetarischem Nebel | 0,1                       | 3500 … 0,1          | 100 … 0,08     |

Das Sonnensystem entstand vor 4,6 Milliarden Jahren durch den gravitativen Kollaps einer interstellaren Gaswolke (→ Sternentstehung). Die anschließende Entwicklungsgeschichte der Sonne führt über ihren jetzigen Zustand (Gelber Zwerg) zu dem eines Roten Riesen und schließlich über eine instabile Endphase im Alter von etwa 12,5 Milliarden Jahren zu einem Weißen Zwerg, der von einem planetarischen Nebel umgeben ist.
Dieser Ablauf lässt sich anhand der Gesetze der Physik und der Kenntnis kernphysikalischer Prozesse aus Laborexperimenten im Computer modellieren. Die Kenndaten der einzelnen Phasen sind in der Tabelle von Sackmann angegeben. Der Index Null markiert die heutigen Zustandsgrößen der Sonne, das heißt im Alter von 4,6 Milliarden Jahren.
Möglicherweise entstand die Sonne in einem offenen Sternhaufen zusammen mit vielen anderen Sternen. Nach etwa 100 Mio. Jahren hat sich dieser Sternhaufen aufgelöst. Heute sind die einzelnen Mitglieder über die ganze Milchstraße verstreut. Im Jahre 2014 wurde mit HD 162826 ein Stern gefunden, welcher der Sonne chemisch sehr ähnlich ist und somit ein solar sibling sein könnte aus demselben ursprünglichen Sternhaufen.

### Protostern
Der Übergang von einer prästellaren Verdichtung mit planetaren Ausmaßen zu einem von der restlichen Gas- und Staubwolke deutlich abgesetzten Protostern begann mit der thermischen Dissoziation des Wasserstoffs, die bei einer Temperatur von einigen 1.000 K im Kernbereich Energie aufnahm und diesem eine schnellere Verdichtung erlaubte. Der noch leichte Protostern bezog seine schnell steigende Strahlungsleistung zunächst aus dem Einsturz weiterer Masse, dann nur noch aus seiner eigenen Kontraktion, denn die restliche Masse in seiner Umgebung hatte er weggeblasen – bis auf die daraus kondensierten Planetesimale.
Die Kontraktion der Kernzone der frühen Sonne endete nach einigen zehn Millionen Jahren durch das Einsetzen der Kernfusion.

### Hauptreihenstern

Phasen der Sonnenentwicklung. Der untere Teil zeigt stark vergrößert das letzte Prozent der etwa 12,5 Milliarden Jahre währenden Entwicklung. Die Temperaturangaben gelten für die Erdoberfläche.

Etwa ebenso lange dauerte es, bis sich in der inneren Atmosphäre ein stationärer Verlauf der Zustandsgrößen mit der oben dargestellten Schalenstruktur eingestellt hatte. Damit einher ging die Annäherung an die Hauptreihe. Seither hat sich der Massenanteil des Wasserstoffs in der Konvektionszone um einige Prozentpunkte erhöht, indem er an der Untergrenze der Konvektionszone durch die langsam absinkenden schwereren Elemente nach oben diffundiert ist. Die relativen Häufigkeiten der ‘Metalle’ haben sich dadurch nicht geändert.

Im Hauptreihenstadium verweilt die Sonne elf Milliarden Jahre. In dieser Zeit steigt die Leuchtkraft auf das Dreifache von 0,7 L☉ auf 2,2 L☉ und der Radius auf fast das Doppelte von 0,9 R☉ auf 1,6 R☉ an. Im Alter von 5,5 Milliarden Jahren, das heißt in 0,9 Milliarden Jahren, überschreitet die mittlere Temperatur auf der Erdoberfläche den für höhere Lebewesen kritischen Wert von 30 °C. Eine weitere Milliarde Jahre später werden 100 °C erreicht. Im Alter von 9,4 Milliarden Jahren versiegt der Wasserstoff im Sonnenzentrum, und die Fusionszone verlagert sich in einen schalenförmigen Bereich um das Zentrum, der sich im Laufe der Zeit weiter nach außen bewegt. Dieser Vorgang führt jedoch vorerst nicht zu einer Veränderung der äußerlich sichtbaren Sonnenparameter.
Im Alter von 11 bis 11,7 Milliarden Jahren verdichtet sich die ausgebrannte Kernzone aus Helium. Durch den damit einhergehenden Temperaturanstieg steigt der Energieumsatz in der Wasserstoffschale. Dabei wächst der Sonnenradius auf 2,3 R☉ an. Die Sonne wird rötlicher und beginnt sich von der Hauptreihe im Hertzsprung-Russell-Diagramm zu entfernen. Bis zu diesem Zeitpunkt beträgt der gesamte Verlust an Masse durch Sonnenwind weniger als ein Promille.

### Roter Riese
Bei einem Sonnenalter von 11,7 bis 12,3 Milliarden Jahren setzt ein dramatisch beschleunigter Anstieg von Leuchtkraft und Radius ein. Gleichzeitig nimmt die Oberflächentemperatur ab und das Strahlungsspektrum verschiebt sich zum roten Bereich hin (vgl. Wärmestrahlung). In der Endphase dieser Entwicklung erreicht die Sonne eine Leuchtkraft von 2300 L☉ und einen Radius von 166 R☉. Das entspricht etwa dem Radius der Umlaufbahn der Venus. Venus und Merkur werden vernichtet. Von der Erde aus gesehen, nimmt die Sonne nun einen großen Teil des Himmels ein, und die Erdkruste wird zu einem einzigen Lava-Ozean aufgeschmolzen. Durch die geringe Gravitation an der Sonnenoberfläche verliert die Sonne in dieser Phase 28 % ihrer Masse durch Sonnenwind, ein Anteil von bis zu 1,3·10−7 M☉ strömt pro Jahr als interstellares Gas in den Weltraum. Durch die geringere Sonnenmasse sinkt auch die Anziehungskraft auf die Planeten, so dass deren Bahnradien um jeweils 38 % zunehmen.

### Helium-Blitz- und -Brennphase
Da in der Kernzone der Sonne keine Fusionen mehr stattfinden und somit keine Energie mehr frei wird, gibt sie der Gravitation nach und kontrahiert, bis schließlich dort die Dichte ungefähr auf die Größenordnung 106 g/cm3 angestiegen ist, das 10.000-Fache des heutigen Wertes. Dadurch steigt dort die Temperatur schließlich auf 108 K.
Bei dieser Temperatur setzt die Fusion von Helium zu Kohlenstoff ein. Aufgrund der extremen Dichte im Zentrum und der damit verbundenen Neutrino-Kühlung zündet diese Fusionsreaktion zunächst innerhalb einer heißeren kugelschalenförmigen Zone um das Zentrum. Gewöhnlich würde die dabei freiwerdende Energie zu einer Expansion des Kerns führen, die die Temperatur stabilisiert. Die Kernzone befindet sich jedoch in einem besonderen quantenmechanischen Entartungszustand, was zur Folge hat, dass die Energie zunächst in die Auflösung der Entartung investiert wird. Daher ist zunächst kein stabiler Zustand möglich, so dass die Heliumfusion in Form einer gigantischen Explosion einsetzt, die als Helium-Blitz (helium flash) bezeichnet wird. Dabei steigt für mehrere Sekunden die Sonnenleistung auf 1010 L☉. Das entspricht etwa 10 % der Leuchtkraft der gesamten Milchstraße. Erst nach einem Umsatz von 3 % des Heliumreservoirs setzt eine Expansion ein und stoppt diese Leistungsexkursion. Diese Explosion findet nur im Zentralbereich statt und ist äußerlich zunächst nicht bemerkbar. Sie drängt jedoch die Wasserstofffusionszone weiter nach außen, deren Temperatur daher abnimmt und damit auch der Energieumsatz. Paradoxerweise sinkt damit als äußerliche Folge des Helium-Blitzes innerhalb der nächsten 10.000 Jahre die Leuchtkraft um fast einen Faktor 100 ab. Es folgt eine Phase von einer Million Jahren, in denen die Sonnenparameter oszillieren, bis sich ein stabiler Zustand der Heliumfusion im Zentrum einstellt, der anschließend 110 Millionen Jahre anhält. Gleichzeitig wandert auch die schalenförmige Wasserstofffusionszone weiter nach außen. In dieser Zeit bleibt die Leuchtkraft nahezu konstant bei 44 L☉ und der Radius bei 10 R☉.

### Heliumschalen-Brennen
Danach ist auch das Helium im Sonnenzentrum verbraucht und es beginnt eine Phase des Heliumschalen-Brennens, die 20 Millionen Jahre andauert. Damit existieren nun zwei ineinander geschachtelte schalenförmige Fusionszonen. Im Zentrum sammelt sich Kohlenstoff und kontrahiert gravitativ. Damit ist ein erneuter enormer Anstieg der Leuchtkraft auf 2.000 L☉ und eine Zunahme des Radius auf 130 R☉ verbunden. Gegen Ende verliert die Sonne dabei einen Massenanteil von 0,1 M☉.
In den letzten 500.000 Jahren dieser Phase erwartet man in Zusammenhang mit der Wechselwirkung zwischen dem kontrahierenden Kern und der Heliumfusionszone weitere instabile Situationen, bei denen kurzzeitige Leistungsexkursionen durch Heliumfusion mit etwa 106 L☉ eintreten können. Ein wahrscheinliches Szenario wären beispielsweise vier solcher Helium-Blitze im Abstand von etwa 100.000 Jahren. Als Folge jedes dieser Helium-Blitze und der damit verbundenen Expansion der Wasserstoffschale kann die Fusion dort in den folgenden 200 Jahren vorübergehend völlig zum Stillstand kommen. Die äußerliche Folge eines Helium-Blitzes wäre daher wiederum zunächst eine Abnahme der Leuchtkraft. Nach 400 Jahren erreicht die Energie des Helium-Blitzes die Oberfläche. Leuchtkraft und Radius steigen an und relaxieren in den folgenden 10.000 Jahren wieder. Dabei werden Variationen der Leuchtkraft zwischen 500 L☉ und 5.000 L☉ erwartet sowie Radiusvariationen zwischen 50 R☉ und 200 R☉. In den Phasen maximaler Ausdehnung reicht die Sonnenoberfläche bis an die heutige Erdbahn heran. Nur aufgrund der Zunahme des Erdbahndurchmessers entkommt die Erde der völligen Vernichtung. Gleichzeitig stößt die Sonne in diesen Phasen insgesamt eine Masse von weiteren 0,05 M☉ ab.

### Weißer Zwerg und planetarischer Nebel
Durch die erwähnten Massenverluste verliert die Sonne die gesamte äußere Hülle, einschließlich der Wasserstoff- und Heliumfusionszone. Etwa 100.000 Jahre nach dem letzten Helium-Blitz wird daher der heiße innere Kern freigelegt, der im Wesentlichen aus hochverdichtetem Kohlenstoff und Sauerstoff besteht. Sein Radius beträgt nur noch 0,08 R☉, dafür aber seine Oberflächentemperatur 120.000 K. Seine Leuchtkraft beträgt anfänglich 3500 L☉. Aufgrund der hohen Temperatur enthält diese Strahlung einen enormen Anteil von ultravioletter Strahlung, welche die abgestoßene Gaswolke der Sonne nun zum Leuchten anregt. Da die Geschwindigkeit des Sonnenwindes ständig zunimmt, werden die früher ausgestoßenen Gase durch die späteren eingeholt und oft zu einer kugelförmigen Gasschale komprimiert. Für einen außen stehenden Beobachter erscheinen die leuchtenden Gase in diesem Fall als Ring, der als planetarischer Nebel bezeichnet wird. Durch das Verflüchtigen des Gases erlischt diese Erscheinung nach einigen 10.000 Jahren wieder, und im Zentrum bleibt der strahlende Rest der Sonne, den man als Weißen Zwerg bezeichnet.
Er hat nur etwa die Größe der Erde, aber eine Masse von 0,55 M☉. Seine Dichte beträgt daher etwa eine Tonne pro Kubikzentimeter. Er besitzt keine innere Energiequelle, so dass seine Abstrahlung zu einem Wärmeverlust führt. Nach einer vergleichsweise raschen Abkühlung im Anfangsstadium durch die extreme Leuchtkraft sinkt die Oberflächentemperatur auf Werte, bei denen eine Strahlung aufgrund der deutlich niedrigeren Leuchtkraft über lange Zeit möglich ist, bevor die Sonne nach Billionen von Jahren als Schwarzer Zwerg im optischen Spektralbereich gänzlich erlischt.

## Kosmische Umgebung

Nähere kosmische Umgebung der Sonne

Die Sonne durchwandert derzeit ein etwa 30 Lichtjahre großes Gebiet, das wegen seiner erhöhten Dichte „Lokale Wolke“ oder „Lokale Flocke“ genannt wird. Ebenfalls in der Lokalen Flocke befinden sich die benachbarten Sterne Altair, Wega, Arktur, Fomalhaut und Alpha Centauri. Die Lokale Flocke ist ihrerseits eingebettet in eine weitgehend staubfreie Region mit geringerer Teilchendichte, die Lokale Blase. Die Lokale Blase hat in Richtung der galaktischen Ebene eine Ausdehnung von mindestens 300 Lichtjahren. Sie befindet sich nahe dem inneren Rand des Orionarms der Milchstraße. Bis zum benachbarten Perseusarm sind es etwa 6.500 Lichtjahre, bis zum Zentrum der Galaxis etwa 28.000 Lichtjahre. Ein Umlauf, mit etwa 250 km/s, dauert 210 Mio. Jahre (galaktisches Jahr).
Die Sonne durchmisst außerdem den Gouldschen Gürtel, eine großräumige Anordnung von jungen Sternen (etwa 20–60 Millionen Jahre alt) und Sternentstehungsgebieten mit mehr als 2.000 Lichtjahren Ausdehnung. Da diese Sterne viel jünger sind als die Sonne, kann sie nicht zu den Objekten des Gouldschen Gürtels gehören.

## Erforschung der Sonne

### Frühe Beobachtungen
Als der wichtigste Himmelskörper für irdisches Leben genoss die Sonne bereits vor der Geschichtsschreibung aufmerksame Beobachtung der Menschen. Kultstätten wie Stonehenge wurden errichtet, um die Position und den Lauf der Sonne zu bestimmen, insbesondere die Zeitpunkte der Sonnenwenden. Es wird vermutet, dass einige noch ältere Stätten ebenfalls zur Sonnenbeobachtung benutzt wurden, gesichert ist dies aber nicht. Von unterschiedlichen Kulturen wurden sowohl der tägliche Verlauf der Sonne und seine jahreszeitlichen Schwankungen als auch Sonnenfinsternisse sehr aufmerksam beobachtet und dokumentiert. Aufzeichnungen aus dem alten China belegen die Beobachtungen besonders heftiger Sonnenfleckentätigkeit. Sonnenflecken können mit bloßem Auge wahrgenommen werden, wenn die Sonne tief am Horizont steht und das Sonnenlicht durch die dichte Erdatmosphäre „gefiltert“ wird.

### Beobachtungen mit Teleskopen

Ein einzelner Sonnenfleck

Auch in Europa hatte man zu der damaligen Zeit Sonnenflecken wahrgenommen, wobei man sie allerdings für „atmosphärische Ausdünstungen“ hielt. Erst die Entwicklung des Teleskops führte zu einer systematischen Erforschung des Phänomens. Im Jahr 1610 beobachteten Galilei und Thomas Harriot die Flecken erstmals mittels Teleskop. Johann Fabricius beschrieb sie 1611 als Erster in einer wissenschaftlichen Abhandlung. Die beobachtete Wanderung der Flecken auf der Sonnenscheibe führte er zutreffend auf die Eigenrotation der Sonne zurück. 1619 postulierte Johannes Kepler einen Sonnenwind, da der Schweif von Kometen immer von der Sonne weggerichtet ist. 1775 vermutete Christian Horrobow bereits, dass die Sonnenflecken einer gewissen Periodizität unterliegen.

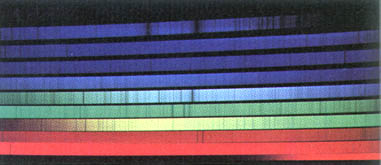
Das vollständige Spektrum der Sonne im sichtbaren Licht mit den dunklen Fraunhofer’schen Absorptionslinien (Spektrallinien). Das gesamte Spektrum ist hier in mehrere untereinander angeordnete Streifen unterteilt.

1802 wies William Hyde Wollaston erstmals dunkle Linien (Absorptionslinien) im Sonnenspektrum nach. Joseph von Fraunhofer untersuchte die Linien ab 1814 systematisch, sie werden daher auch als „Fraunhoferlinien“ bezeichnet. 1868 fand Jules Janssen während einer Sonnenfinsternis eine Linie des damals noch unbekannten Heliums, das seinen Namen nach dem griechischen Namen der Sonne erhielt.
1843 publizierte Samuel Heinrich Schwabe seine Entdeckung des Zyklus der Sonnenfleckenaktivität. 1849 wurde die Sonnenfleckenrelativzahl eingeführt, die die Anzahl und Größe der Sonnenflecken wiedergibt. Seither werden die Flecken regelmäßig beobachtet und gezählt. 1889 entwickelte George Ellery Hale den Spektroheliografen. Henry Augustus Rowland vollendete 1897 einen Atlas des Sonnenspektrums, der sämtliche Spektrallinien enthält. 1908 entdeckte George Ellery Hale die Aufspaltung von Spektrallinien im Bereich der Sonnenflecken durch magnetische Kräfte (Zeeman-Effekt). 1930 beobachtete Bernard Ferdinand Lyot die Sonnenkorona außerhalb einer totalen Finsternis.
1960 wurde die Schwingung der Photosphäre nachgewiesen. Dies war der Beginn der Helioseismologie, die die Eigenschwingungen der Sonne untersucht und daraus den inneren Aufbau sowie Prozesse ableitet.
Im Laufe der Zeit wurden spezielle Sonnenobservatorien errichtet, die ausschließlich der Beobachtung der Sonne dienen.

### Andere Beobachtungsverfahren
1942 wurde von James Hey festgestellt, dass die Sonne eine Radioquelle ist. 1949 wies Herbert Friedman die solare Röntgenstrahlung nach.
Zur Messung der Sonnenneutrinos wurden riesige unterirdische Detektoren errichtet. Die Diskrepanz zwischen dem theoretischen und tatsächlich gemessenen Neutrinofluss führte seit den 1970er Jahren zum sogenannten solaren Neutrinoproblem: Es konnte nur etwa ein Drittel der erwarteten Neutrinos detektiert werden. Dies ließ zwei Möglichkeiten zu. Entweder war das Sonnenmodell falsch und der erwartete solare Neutrinofluss wurde überschätzt, oder die Neutrinos können sich auf dem Weg zur Erde in eine andere „Art“ umwandeln (Neutrinooszillation). Erste Hinweise für diese Neutrinooszillation wurden im Jahr 1998 am Super-Kamiokande gefunden und inzwischen allgemein bestätigt.

### Erforschung durch Satelliten und Raumsonden

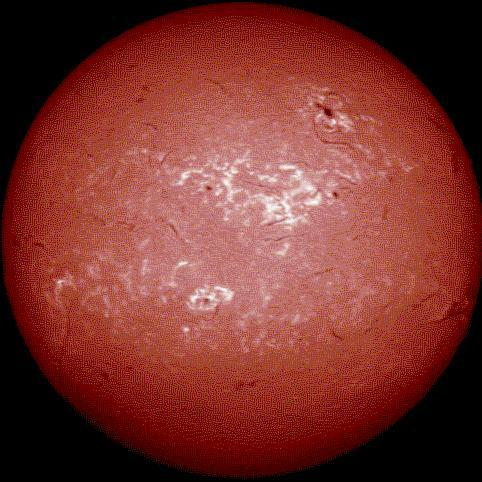
Die Chromosphäre der Sonne im Licht der H-α-Linie

Eine Reihe von Satelliten wurde für die Beobachtung der Sonne in eine Erdumlaufbahn geschickt. Mittels der Satelliten können insbesondere Wellenlängenbereiche untersucht werden (Ultraviolett, Röntgenstrahlung), die sonst von der Erdatmosphäre absorbiert werden. So hatte zum Beispiel die 1973 gestartete Raumstation Skylab unter anderem zwei Röntgenteleskope an Bord.
Mit Hilfe von Raumsonden versuchte man der Sonne näher zu kommen, um die Umgebung der Sonne studieren zu können. Dies war und bleibt aufgrund von sehr hohen Temperaturen und intensiver Strahlung ein technisch sehr schwieriges Unterfangen. So konnten die 1974 und 1976 gestarteten deutsch-amerikanischen Helios-Sonden sich der Sonne nur bis auf 43,5 Millionen Kilometer nähern.

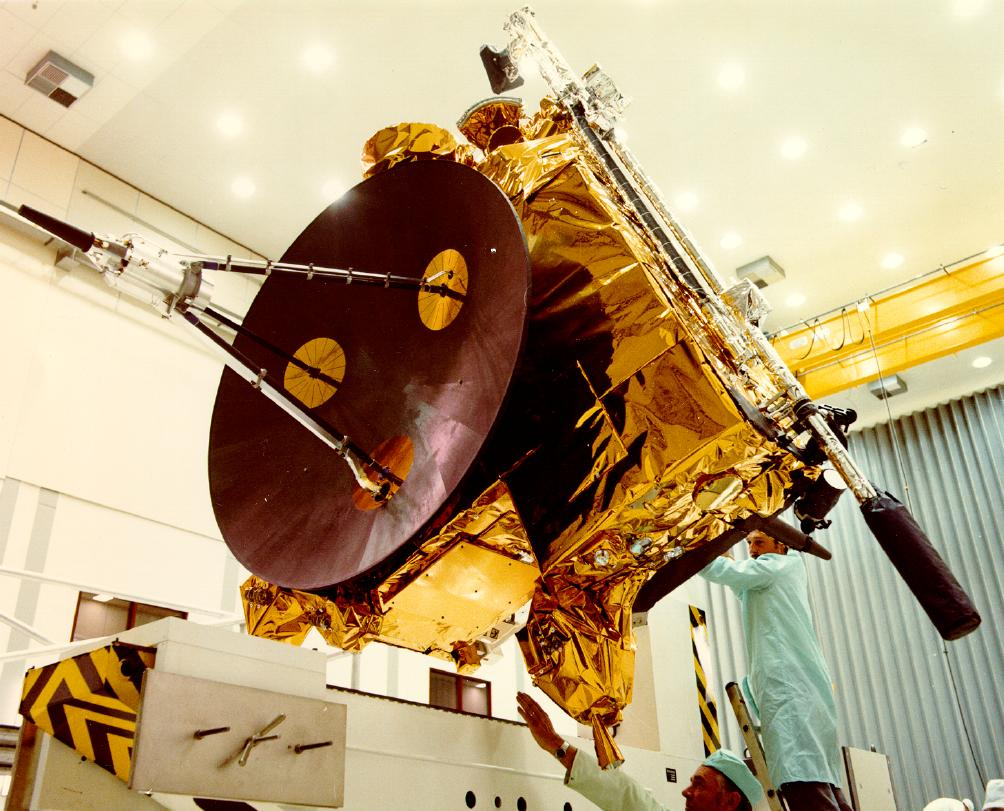
Ulysses bei der Montage

Die 1990 gestartete Raumsonde Ulysses verfolgte andere Ziele. Sie sollte die Pole der Sonne studieren, die weder von der Erde, noch von Raumsonden, die sich in der Planetenebene bewegen, aus sichtbar sind. Dies war nur mit einer steil geneigten Bahnebene der Raumsonde erreichbar. Zu diesem Zweck flog Ulysses zunächst zum Riesenplaneten Jupiter, wo durch ein Swing-by-Manöver die Bahnebene der Sonde geändert wurde. Dadurch konnte Ulysses die Planetenebene verlassen und überflog zweimal mit Funkkontakt die beiden Pole der Sonne, bevor das Projekt 2009 endgültig eingestellt werden musste. Mit konventionellen Raketenantrieben, ohne den Vorbeiflug am Jupiter, wäre eine solche Mission viel teurer gewesen.

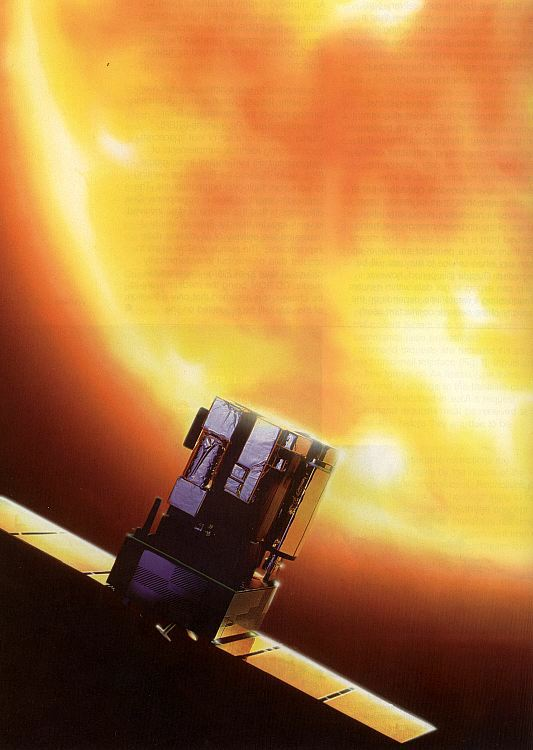
Die Sonde SOHO

1995 wurde die größtenteils von Europa gebaute Sonde SOHO in Richtung Sonne gestartet. SOHO befindet sich nun im Lagrangepunkt L1 und beobachtet die Sonne mit zwölf verschiedenen Instrumenten. Sie liefert tägliche Aufnahmen der Sonne und trägt damit wesentlich zur Vorhersage von Sonneneruptionen und -stürmen bei. 1998 folgte der Satellit TRACE zur Unterstützung von SOHO.
2001 startete die Genesis-Raumsonde, die kurz darauf eine Position im Lagrangepunkt L1 bezog und dort 2,5 Jahre lang Proben des Sonnenwindes sammelte, die anschließend zur Erde gebracht werden sollten. Dadurch sollte die genaue Isotopenzusammensetzung des Sonnenwindes ermittelt werden. Im September 2004 trat die Kapsel mit den Proben in die Erdatmosphäre ein, schlug jedoch aufgrund eines nicht entfalteten Fallschirms hart auf der Erde auf. Einige der Proben haben den Aufprall dennoch überstanden und wurden bis 2011 von Wissenschaftlern studiert.
Am 26. Oktober 2006 starteten die beiden STEREO-Raumsonden und liefern zum ersten Mal ein dreidimensionales Bild der Sonne und ihrer Umgebung. Dazu wurde eine Sonde im Lagrangepunkt L4 und eine im Lagrangepunkt L5 stationiert.

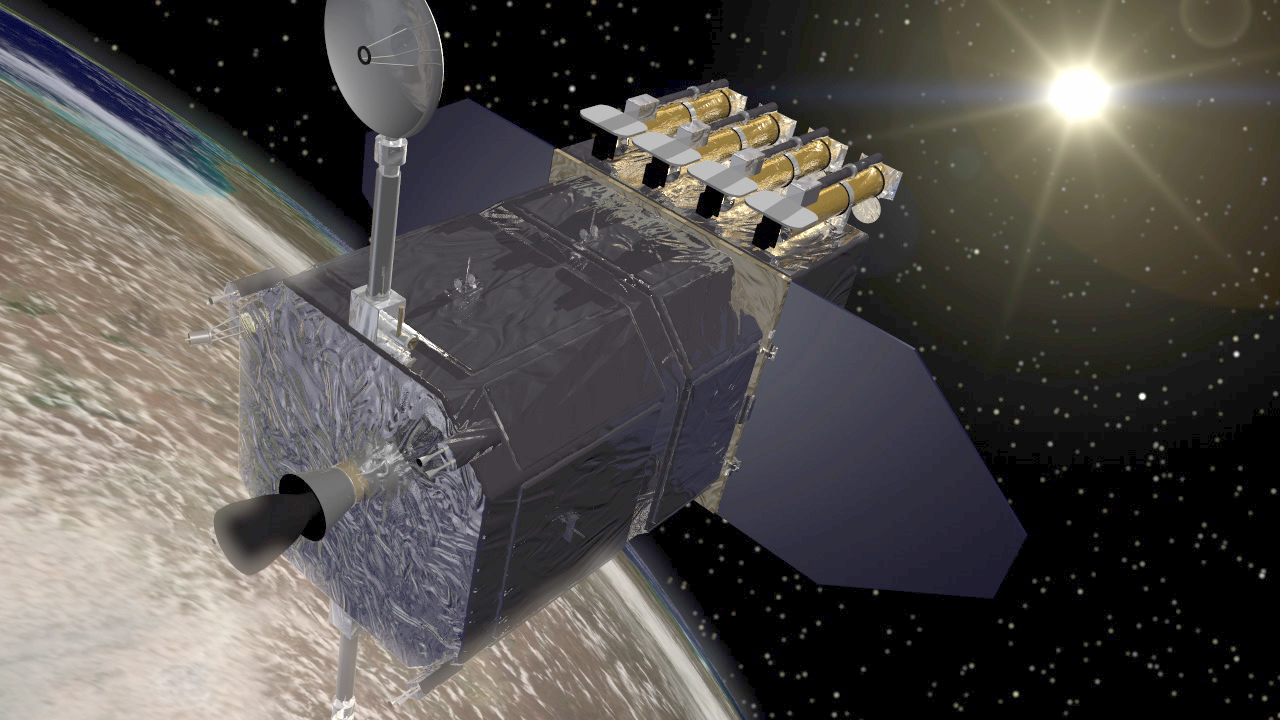
Solar Dynamics Observatory

Am 11. Februar 2010 startete die NASA das Solar Dynamics Observatory (SDO) als SOHO-Nachfolger. Es dient der Erforschung der dynamischen Vorgänge der Sonne und beinhaltet die Instrumente EVE (Messung der extrem-UV-Strahlung), HMI (Erfassung helioseismischer und magnetischer Aktivitäten) und AIA (Hochauflösende Erfassung der Sonnenatmosphäre in verschiedenen Wellenlängenbereichen).
China plant den Start von insgesamt drei Raumsonden, die in der Forschungsmission KuaFu das Sonne-Erde-System genauer untersuchen sollen.
Im Jahr 2018 startete die NASA die Raumsonde Parker Solar Probe erfolgreich, welche sich der Sonnenoberfläche bis auf 8,5 Radien (etwa 6 Millionen Kilometer) nähern soll. Sie soll helfen, folgende Fragen zu beantworten:
1. Wie wird die Korona auf bis zu fünf Millionen Grad aufgeheizt, obwohl die sichtbare Sonnenoberfläche nur etwa 5500 °C heiß ist?
2. Wie werden die Teilchen des Sonnenwindes beschleunigt?

Für Februar 2020 starteten die europäische Weltraumorganisation (ESA) und die NASA die Raumsonde Solar Orbiter, die sich der Sonne bis auf 0,28 Astronomische Einheiten (etwa 42 Millionen Kilometer) nähern soll. Dabei soll vor allem die sonnennahe Heliosphäre, die Sonnenatmosphäre und die Entstehung des Magnetfeldes der Sonne untersucht werden.

## Kulturgeschichte
„O Sonne, Ernährer, du Feind kranker Säfte und Keime,
Du lässt wie Rosen erblühen die Lieder und Reime.“

### Mythologie

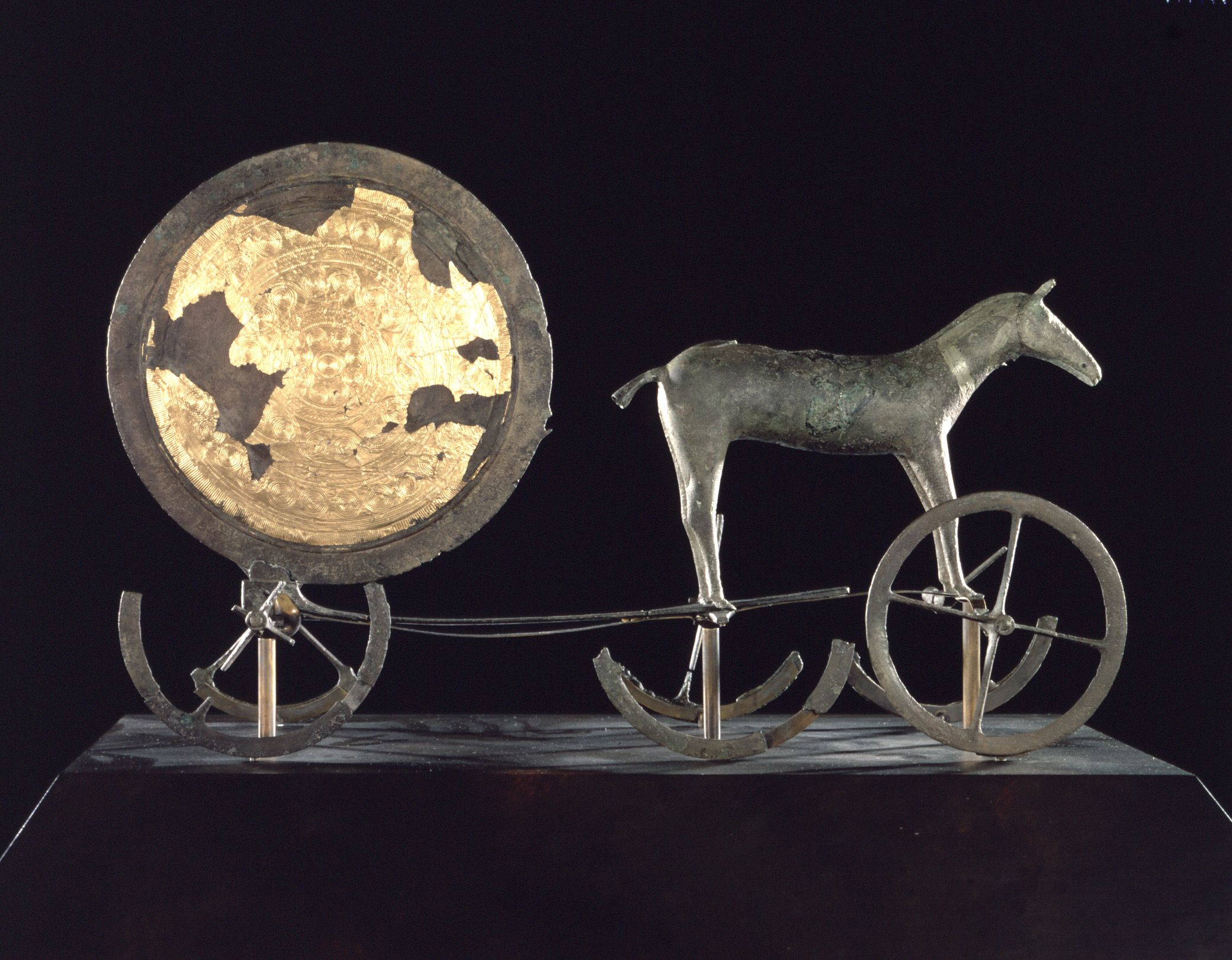
Sonnenwagen von Trundholm

Die Sonne ist das zentrale Gestirn am Himmel, von ihr hängt alles Leben auf der Erde ab. Diese überragende Bedeutung war den Menschen seit Alters her bewusst. Viele frühere Kulturen verehrten sie als Gottheit. Die regelmäßige tägliche und jährliche Wiederkehr der Sonne wurde teils ängstlich erwartet und mittels kultischer oder magischer Rituale beschworen. Besonders Sonnenfinsternisse lösten große Bestürzung und Furcht aus. Im alten China glaubte man, ein Drache verschlinge die Sonne. Durch großen Lärm versuchte man, das Untier dazu zu bewegen, die Sonne wieder freizugeben. Andererseits machte sich die Menschheit das Wissen über die für alles Leben fundamentalen Perioden Tag und Jahr schon seit frühester Zeit nutzbar. Die Sonne ist – über die Erddrehung – die natürliche Uhr der Menschen, und die Beobachtung der täglichen Bewegung der Schatten mündete in die Entwicklung der Sonnenuhr. Die Abfolge der Jahreszeiten führte zur Erfindung des Kalenders, der vor allem nach der Einführung des Ackerbaus für alle Kulturen überlebenswichtig war.
Für die Sumerer verkörperte die Sonne den Sonnengott Utu. Bei den Babyloniern entsprach er dem Gott Schamasch, der jeden Tag den Himmel betrat und dessen Strahlen nichts verborgen blieb. Im alten Ägypten wurde Ra (auch Re oder Re-Atum) als Sonnengott verehrt. Für kurze Zeit ließ der „Ketzer“- Pharao Echnaton nur noch Aton, die personifizierte Sonnenscheibe, als einzigen Gott zu und schaffte die Verehrung aller anderen ägyptischen Götter ab. In China stand die Sonne als Symbol für Osten, Frühling, Männlichkeit (Yang) und Geburt sowie auch für den Kaiser.
Im antiken Griechenland verehrte man den Sonnengott Helios, der mit seinem Sonnenwagen täglich über das Firmament fuhr. Allerdings sind aus dem antiken Griechenland auch die ersten Überlegungen überliefert, in denen die Sonne als physikalisches Objekt betrachtet wird. Die wohl älteste dieser Hypothesen stammt von Xenophanes, der die Sonne als eine feurige Ausdünstung oder Wolke benannte. Dies stellte eine große kulturhistorische Veränderung dar, denn die Wahrnehmung der Sonne als ein natürliches Objekt lag auf einer anderen Ebene als die vorherige Auffassung der Sonne als Teil einer göttlichen Entität, die auch in den späteren Jahrhunderten noch vertreten wurde. Aus ebendiesen Gedanken ging auch die erste kritische Auseinandersetzung mit dem vermenschlichten Götterbild des antiken Griechenlands hervor („Wenn die Pferde Götter hätten, sähen sie wie Pferde aus“) und daraus folgend erste Gedanken zum Monotheismus. Mit Xenophanes tauchte die Sonne zum ersten Mal in der europäischen Geschichte als Gegenstand der Physik auf; man könnte dies als die Geburtsstunde der Astrophysik auffassen. Die Thesen des Xenophanes wurden später auch von anderen griechischen Philosophen aufgenommen. Zum Beispiel beschrieb der Vorsokratiker Anaxagoras die Sonne als glühenden Stein. Diese Auffassungen setzten sich im Folgenden nicht bei allen Denkern durch und viele spätere Schulen fielen wieder auf eher mythische Erklärungen zurück.
Dem griechischen Gott Helios entsprach weitgehend der römische Gott Sol invictus, dessen Kult in der Kaiserzeit bis in die beginnende Spätantike weit verbreitet war. 
In der nordischen Mythologie formten die Götter die Sonne aus einem Funken und legten sie in einen Wagen. Die Göttin Sol fährt mit dem Wagen über den Himmel, gezogen von den Rössern Alsvidr und Arvakr. Das Gespann wird beständig von dem Wolf Skalli (Skoll) verfolgt. Am Tag des Weltunterganges (Ragnarök) wird der Wolf die Sonne verschlingen.
Im frühen Mexiko wurde der Sonnengott Tonatiuh von den Azteken verehrt. Bei den Maya war Itzamná Hauptgottheit. Bei den Inka kam der Sonnengott Inti direkt nach der Schöpfergottheit Wiraqucha an zweiter Stelle.

### Astrologie
In der hellenistischen Astrologie wurde die Sonne in das System der Zuordnungen von Planeten zu Tierkreiszeichen, Elementen etc. integriert, das bis heute die Grundlage der westlichen Astrologie bildet. Sie ist einer der klassischen sieben Planeten und gilt neben Aszendent und Mond als einer der wichtigsten Deutungsfaktoren im Horoskop. Insbesondere legt ihre Position zum Zeitpunkt der Geburt das Geburtszeichen fest.

### Kalender
Die Beobachtung der Sonne und anderer Sterne und die Bestimmung ihrer Bahnpunkte (Tagundnachtgleiche, Sommer- und Wintersonnenwende) war eine Voraussetzung für die Erstellung von Kalendern. Hierdurch konnten wichtige jahreszeitliche Ereignisse vorherbestimmt werden, wie das Eintreffen des Nilhochwassers im alten Ägypten, der günstigste Zeitpunkt der Saat oder das Eintreffen der für die Seefahrt gefährlichen Herbststürme. Vorchristliche Kultstätten wie Stonehenge wurden offensichtlich zu derartigen Beobachtungszwecken errichtet. Die Anlage von Stonehenge ist so ausgerichtet, dass am Morgen des Mittsommertages, wenn die Sonne ihre höchste nördliche Position erreicht, die Sonne direkt über einem Positionsstein („Fersenstein“) aufgeht und die Sonnenstrahlen in gerader Linie ins Innere des Bauwerks eindringen. Die bronzezeitliche Himmelsscheibe von Nebra scheint ebenfalls ein Instrument zur Himmelsbeobachtung gewesen zu sein. Ihre goldenen Ränder werden u. a. als „Sonnenbarken“, ein religiöses Symbol der Bronzezeit, interpretiert. In die gleiche Zeit fällt auch der Sonnenwagen von Trundholm, bei dem die Scheibe als Sonnensymbol mit einer Tag- und Nachtseite gedeutet wird.

### Heliozentrisches Weltbild
Das geozentrische Weltbild der Antike, wie es von Ptolemäus überliefert ist, sah die Erde als Mittelpunkt des Universums. Sonne, Mond und die Planeten bewegten sich dabei auf Kreisbahnen um die Erde. Diese Vorstellung hielt sich fast 2.000 Jahre lang. Allerdings hatte sie Schwächen: So konnte die mit bloßen Augen beobachtbare Bewegung der Planeten nur durch komplizierte Hilfskonstruktionen der Epizykeltheorie erklärt werden. Bereits Aristarchos von Samos postulierte im 2. Jahrhundert v. Chr., dass die Sonne das Zentrum der Welt darstelle. Die Gelehrten Nikolaus von Kues und Regiomontanus griffen diesen Gedanken mehr als 1500 Jahre später wieder auf. Nikolaus Kopernikus versuchte in seinem Werk De revolutionibus orbium coelestium eine mathematische Grundlage dafür zu schaffen, was ihm nicht gelang. Sein Werk regte allerdings weitere Forschungen an, unter anderem durch Galileo Galilei. In der Folge setzte sich allmählich das heliozentrische Weltbild durch, das die Sonne als Mittelpunkt des Universums ansieht.
Die weiteren Fortschritte der Astronomie ergaben, dass auch die Sonne keine herausragende Stellung im Universum einnimmt. Vielmehr ist sie einer unter einigen hundert Milliarden Sternen der Milchstraße, die wiederum Teil noch größerer Strukturen des Kosmos ist.

## Dokumentation
- Die Sonne. Regie: Fabian Korbinian Wolf, ZDF, Deutschland, Frankreich, USA, 90 Minuten, 2023